# Lista de asteroides (295001-296000)
Esta é uma lista parcial de asteroides, do asteroide número 295001 até o 296000, inclusive. Veja também o índice com todas as listas disponíveis.

| Objeto Próximos à Terra | Cinturão de asteroides (interno) | Cinturão de asteroides (externo) | Centauro       |
| Cruzador de Marte       | Cinturão de asteroides (meio)    | Troianos de Júpiter              | Transnetuniano |

Veja mais dados de cada asteroide na ligação externa para o Minor Planet Center na última coluna.
Índice: 295001... 295101... 295201... 295301... 295401... 295501... 295601... 295701... 295801... 295901... 

## 295001–295100
| Designação | Designação | Descoberta  | Descoberta      | Descobridor(es)     | Categoria | Mais informações / Referência |
| Permanente | Provisória | Data        | Local           | Descobridor(es)     | Categoria | Mais informações / Referência |
| ---------- | ---------- | ----------- | --------------- | ------------------- | --------- | ----------------------------- |
| 295001     | 2008 EM39  | 4 mar 2008  | Catalina        | CSS                 | —         | MPC                           |
| 295002     | 2008 EZ40  | 4 mar 2008  | Catalina        | CSS                 | —         | MPC                           |
| 295003     | 2008 EA42  | 4 mar 2008  | Kitt Peak       | Spacewatch          | —         | MPC                           |
| 295004     | 2008 EE42  | 4 mar 2008  | Kitt Peak       | Spacewatch          | —         | MPC                           |
| 295005     | 2008 ET42  | 4 mar 2008  | Mount Lemmon    | Mount Lemmon Survey | —         | MPC                           |
| 295006     | 2008 EX42  | 4 mar 2008  | Mount Lemmon    | Mount Lemmon Survey | Phocaea   | MPC                           |
| 295007     | 2008 EY42  | 4 mar 2008  | Mount Lemmon    | Mount Lemmon Survey | —         | MPC                           |
| 295008     | 2008 EB44  | 5 mar 2008  | Mount Lemmon    | Mount Lemmon Survey | —         | MPC                           |
| 295009     | 2008 EX48  | 6 mar 2008  | Kitt Peak       | Spacewatch          | —         | MPC                           |
| 295010     | 2008 EP49  | 6 mar 2008  | Kitt Peak       | Spacewatch          | —         | MPC                           |
| 295011     | 2008 EW49  | 6 mar 2008  | Kitt Peak       | Spacewatch          | Ursula    | MPC                           |
| 295012     | 2008 EE51  | 6 mar 2008  | Kitt Peak       | Spacewatch          | —         | MPC                           |
| 295013     | 2008 EZ51  | 6 mar 2008  | Mount Lemmon    | Mount Lemmon Survey | —         | MPC                           |
| 295014     | 2008 ES52  | 6 mar 2008  | Kitt Peak       | Spacewatch          | —         | MPC                           |
| 295015     | 2008 EP54  | 6 mar 2008  | Kitt Peak       | Spacewatch          | —         | MPC                           |
| 295016     | 2008 EV54  | 6 mar 2008  | Kitt Peak       | Spacewatch          | —         | MPC                           |
| 295017     | 2008 ES57  | 7 mar 2008  | Mount Lemmon    | Mount Lemmon Survey | —         | MPC                           |
| 295018     | 2008 ED58  | 7 mar 2008  | Mount Lemmon    | Mount Lemmon Survey | —         | MPC                           |
| 295019     | 2008 ES59  | 8 mar 2008  | Kitt Peak       | Spacewatch          | —         | MPC                           |
| 295020     | 2008 EF60  | 8 mar 2008  | Catalina        | CSS                 | —         | MPC                           |
| 295021     | 2008 EH68  | 10 mar 2008 | Mount Lemmon    | Mount Lemmon Survey | —         | MPC                           |
| 295022     | 2008 EG70  | 5 mar 2008  | Mount Lemmon    | Mount Lemmon Survey | —         | MPC                           |
| 295023     | 2008 EC73  | 7 mar 2008  | Kitt Peak       | Spacewatch          | —         | MPC                           |
| 295024     | 2008 ET73  | 7 mar 2008  | Kitt Peak       | Spacewatch          | —         | MPC                           |
| 295025     | 2008 EH74  | 7 mar 2008  | Kitt Peak       | Spacewatch          | —         | MPC                           |
| 295026     | 2008 EA75  | 7 mar 2008  | Kitt Peak       | Spacewatch          | —         | MPC                           |
| 295027     | 2008 EV75  | 7 mar 2008  | Kitt Peak       | Spacewatch          | Eos       | MPC                           |
| 295028     | 2008 ED77  | 7 mar 2008  | Kitt Peak       | Spacewatch          | —         | MPC                           |
| 295029     | 2008 EE77  | 7 mar 2008  | Kitt Peak       | Spacewatch          | —         | MPC                           |
| 295030     | 2008 EB79  | 8 mar 2008  | Mount Lemmon    | Mount Lemmon Survey | —         | MPC                           |
| 295031     | 2008 EC81  | 10 mar 2008 | Kitt Peak       | Spacewatch          | —         | MPC                           |
| 295032     | 2008 EL81  | 10 mar 2008 | Catalina        | CSS                 | —         | MPC                           |
| 295033     | 2008 EU81  | 2 mar 2008  | Socorro         | LINEAR              | —         | MPC                           |
| 295034     | 2008 EX82  | 8 mar 2008  | Socorro         | LINEAR              | —         | MPC                           |
| 295035     | 2008 EU83  | 12 mar 2008 | Wrightwood      | J. W. Young         | —         | MPC                           |
| 295036     | 2008 EJ86  | 7 mar 2008  | Kitt Peak       | Spacewatch          | —         | MPC                           |
| 295037     | 2008 ER89  | 10 mar 2008 | Socorro         | LINEAR              | —         | MPC                           |
| 295038     | 2008 EC92  | 3 mar 2008  | Catalina        | CSS                 | —         | MPC                           |
| 295039     | 2008 EP93  | 1 mar 2008  | Mount Lemmon    | Mount Lemmon Survey | —         | MPC                           |
| 295040     | 2008 EV95  | 6 mar 2008  | Mount Lemmon    | Mount Lemmon Survey | —         | MPC                           |
| 295041     | 2008 ER98  | 3 mar 2008  | Catalina        | CSS                 | —         | MPC                           |
| 295042     | 2008 EU98  | 3 mar 2008  | Catalina        | CSS                 | —         | MPC                           |
| 295043     | 2008 EW98  | 4 mar 2008  | Catalina        | CSS                 | —         | MPC                           |
| 295044     | 2008 EV99  | 6 mar 2008  | Catalina        | CSS                 | —         | MPC                           |
| 295045     | 2008 EB100 | 6 mar 2008  | Catalina        | CSS                 | —         | MPC                           |
| 295046     | 2008 EZ101 | 5 mar 2008  | Mount Lemmon    | Mount Lemmon Survey | —         | MPC                           |
| 295047     | 2008 EE105 | 6 mar 2008  | Mount Lemmon    | Mount Lemmon Survey | —         | MPC                           |
| 295048     | 2008 EY107 | 7 mar 2008  | Mount Lemmon    | Mount Lemmon Survey | Mitidika  | MPC                           |
| 295049     | 2008 EZ107 | 7 mar 2008  | Mount Lemmon    | Mount Lemmon Survey | —         | MPC                           |
| 295050     | 2008 EU109 | 7 mar 2008  | Mount Lemmon    | Mount Lemmon Survey | —         | MPC                           |
| 295051     | 2008 EY110 | 8 mar 2008  | Kitt Peak       | Spacewatch          | —         | MPC                           |
| 295052     | 2008 EN112 | 8 mar 2008  | Kitt Peak       | Spacewatch          | —         | MPC                           |
| 295053     | 2008 EH114 | 8 mar 2008  | Kitt Peak       | Spacewatch          | —         | MPC                           |
| 295054     | 2008 EU114 | 8 mar 2008  | Kitt Peak       | Spacewatch          | —         | MPC                           |
| 295055     | 2008 EM115 | 8 mar 2008  | Kitt Peak       | Spacewatch          | —         | MPC                           |
| 295056     | 2008 ED116 | 8 mar 2008  | Mount Lemmon    | Mount Lemmon Survey | —         | MPC                           |
| 295057     | 2008 EM116 | 8 mar 2008  | Kitt Peak       | Spacewatch          | —         | MPC                           |
| 295058     | 2008 EU116 | 8 mar 2008  | Kitt Peak       | Spacewatch          | —         | MPC                           |
| 295059     | 2008 EX117 | 9 mar 2008  | Mount Lemmon    | Mount Lemmon Survey | —         | MPC                           |
| 295060     | 2008 EL118 | 9 mar 2008  | Kitt Peak       | Spacewatch          | —         | MPC                           |
| 295061     | 2008 EP119 | 9 mar 2008  | Kitt Peak       | Spacewatch          | —         | MPC                           |
| 295062     | 2008 EW119 | 9 mar 2008  | Kitt Peak       | Spacewatch          | —         | MPC                           |
| 295063     | 2008 EJ120 | 9 mar 2008  | Kitt Peak       | Spacewatch          | —         | MPC                           |
| 295064     | 2008 EP120 | 9 mar 2008  | Kitt Peak       | Spacewatch          | —         | MPC                           |
| 295065     | 2008 ET120 | 9 mar 2008  | Kitt Peak       | Spacewatch          | Eos       | MPC                           |
| 295066     | 2008 EH121 | 9 mar 2008  | Kitt Peak       | Spacewatch          | —         | MPC                           |
| 295067     | 2008 EY122 | 9 mar 2008  | Kitt Peak       | Spacewatch          | —         | MPC                           |
| 295068     | 2008 EH123 | 9 mar 2008  | Kitt Peak       | Spacewatch          | —         | MPC                           |
| 295069     | 2008 EE125 | 10 mar 2008 | Catalina        | CSS                 | —         | MPC                           |
| 295070     | 2008 EG125 | 10 mar 2008 | Catalina        | CSS                 | —         | MPC                           |
| 295071     | 2008 EH126 | 10 mar 2008 | Kitt Peak       | Spacewatch          | —         | MPC                           |
| 295072     | 2008 ER126 | 10 mar 2008 | Mount Lemmon    | Mount Lemmon Survey | —         | MPC                           |
| 295073     | 2008 EW127 | 11 mar 2008 | Kitt Peak       | Spacewatch          | —         | MPC                           |
| 295074     | 2008 ED130 | 11 mar 2008 | Kitt Peak       | Spacewatch          | —         | MPC                           |
| 295075     | 2008 EK130 | 11 mar 2008 | Kitt Peak       | Spacewatch          | —         | MPC                           |
| 295076     | 2008 ER131 | 11 mar 2008 | Kitt Peak       | Spacewatch          | —         | MPC                           |
| 295077     | 2008 EG133 | 11 mar 2008 | Mount Lemmon    | Mount Lemmon Survey | Brangane  | MPC                           |
| 295078     | 2008 EW133 | 11 mar 2008 | Mount Lemmon    | Mount Lemmon Survey | —         | MPC                           |
| 295079     | 2008 ED135 | 11 mar 2008 | Kitt Peak       | Spacewatch          | —         | MPC                           |
| 295080     | 2008 EH135 | 11 mar 2008 | Kitt Peak       | Spacewatch          | —         | MPC                           |
| 295081     | 2008 EL135 | 11 mar 2008 | Kitt Peak       | Spacewatch          | —         | MPC                           |
| 295082     | 2008 EO136 | 11 mar 2008 | Kitt Peak       | Spacewatch          | —         | MPC                           |
| 295083     | 2008 EX136 | 11 mar 2008 | Kitt Peak       | Spacewatch          | —         | MPC                           |
| 295084     | 2008 EY139 | 11 mar 2008 | Kitt Peak       | Spacewatch          | —         | MPC                           |
| 295085     | 2008 EZ140 | 12 mar 2008 | Kitt Peak       | Spacewatch          | —         | MPC                           |
| 295086     | 2008 EF142 | 12 mar 2008 | Kitt Peak       | Spacewatch          | —         | MPC                           |
| 295087     | 2008 EF144 | 11 mar 2008 | Kitt Peak       | Spacewatch          | —         | MPC                           |
| 295088     | 2008 EO147 | 1 mar 2008  | Kitt Peak       | Spacewatch          | —         | MPC                           |
| 295089     | 2008 EB148 | 1 mar 2008  | Kitt Peak       | Spacewatch          | —         | MPC                           |
| 295090     | 2008 EK149 | 4 mar 2008  | Kitt Peak       | Spacewatch          | —         | MPC                           |
| 295091     | 2008 EA150 | 6 mar 2008  | Kitt Peak       | Spacewatch          | —         | MPC                           |
| 295092     | 2008 EG150 | 9 mar 2008  | Kitt Peak       | Spacewatch          | —         | MPC                           |
| 295093     | 2008 EN151 | 8 mar 2008  | Mount Lemmon    | Mount Lemmon Survey | —         | MPC                           |
| 295094     | 2008 EU157 | 2 mar 2008  | Kitt Peak       | Spacewatch          | —         | MPC                           |
| 295095     | 2008 EN158 | 10 mar 2008 | Mount Lemmon    | Mount Lemmon Survey | —         | MPC                           |
| 295096     | 2008 EP158 | 10 mar 2008 | Mount Lemmon    | Mount Lemmon Survey | Maria     | MPC                           |
| 295097     | 2008 EY159 | 3 mar 2008  | Purple Mountain | PMO NEO             | Brangane  | MPC                           |
| 295098     | 2008 EA160 | 10 mar 2008 | Kitt Peak       | Spacewatch          | —         | MPC                           |
| 295099     | 2008 EP160 | 1 mar 2008  | Kitt Peak       | Spacewatch          | Juno      | MPC                           |
| 295100     | 2008 EH161 | 8 mar 2008  | Kitt Peak       | Spacewatch          | —         | MPC                           |

## 295101–295200
| Designação | Designação | Descoberta  | Descoberta        | Descobridor(es)     | Categoria | Mais informações / Referência |
| Permanente | Provisória | Data        | Local             | Descobridor(es)     | Categoria | Mais informações / Referência |
| ---------- | ---------- | ----------- | ----------------- | ------------------- | --------- | ----------------------------- |
| 295101     | 2008 EL161 | 8 mar 2008  | Mount Lemmon      | Mount Lemmon Survey | —         | MPC                           |
| 295102     | 2008 EZ161 | 11 mar 2008 | Kitt Peak         | Spacewatch          | —         | MPC                           |
| 295103     | 2008 EL162 | 13 mar 2008 | Kitt Peak         | Spacewatch          | Themis    | MPC                           |
| 295104     | 2008 EM165 | 2 mar 2008  | Kitt Peak         | Spacewatch          | —         | MPC                           |
| 295105     | 2008 EU165 | 4 mar 2008  | Catalina          | CSS                 | —         | MPC                           |
| 295106     | 2008 EV165 | 4 mar 2008  | Catalina          | CSS                 | —         | MPC                           |
| 295107     | 2008 ES166 | 6 mar 2008  | Mount Lemmon      | Mount Lemmon Survey | —         | MPC                           |
| 295108     | 2008 EP167 | 8 mar 2008  | Mount Lemmon      | Mount Lemmon Survey | Mitidika  | MPC                           |
| 295109     | 2008 FO2   | 25 mar 2008 | Kitt Peak         | Spacewatch          | —         | MPC                           |
| 295110     | 2008 FQ3   | 25 mar 2008 | Kitt Peak         | Spacewatch          | —         | MPC                           |
| 295111     | 2008 FY4   | 26 mar 2008 | Mount Lemmon      | Mount Lemmon Survey | —         | MPC                           |
| 295112     | 2008 FA5   | 26 mar 2008 | Mount Lemmon      | Mount Lemmon Survey | —         | MPC                           |
| 295113     | 2008 FL5   | 26 mar 2008 | Mayhill           | W. G. Dillon        | Mitidika  | MPC                           |
| 295114     | 2008 FD6   | 28 mar 2008 | Jarnac            | Jarnac Obs.         | —         | MPC                           |
| 295115     | 2008 FS7   | 25 mar 2008 | Kitt Peak         | Spacewatch          | —         | MPC                           |
| 295116     | 2008 FR8   | 26 mar 2008 | Kitt Peak         | Spacewatch          | —         | MPC                           |
| 295117     | 2008 FE9   | 26 mar 2008 | Kitt Peak         | Spacewatch          | —         | MPC                           |
| 295118     | 2008 FL11  | 26 mar 2008 | Mount Lemmon      | Mount Lemmon Survey | Brangane  | MPC                           |
| 295119     | 2008 FH15  | 26 mar 2008 | Kitt Peak         | Spacewatch          | —         | MPC                           |
| 295120     | 2008 FT15  | 26 mar 2008 | Kitt Peak         | Spacewatch          | —         | MPC                           |
| 295121     | 2008 FO16  | 27 mar 2008 | Kitt Peak         | Spacewatch          | —         | MPC                           |
| 295122     | 2008 FS16  | 27 mar 2008 | Kitt Peak         | Spacewatch          | —         | MPC                           |
| 295123     | 2008 FE22  | 27 mar 2008 | Kitt Peak         | Spacewatch          | —         | MPC                           |
| 295124     | 2008 FS23  | 27 mar 2008 | Kitt Peak         | Spacewatch          | —         | MPC                           |
| 295125     | 2008 FF24  | 27 mar 2008 | Kitt Peak         | Spacewatch          | Brangane  | MPC                           |
| 295126     | 2008 FG25  | 27 mar 2008 | Mount Lemmon      | Mount Lemmon Survey | Ursula    | MPC                           |
| 295127     | 2008 FT25  | 27 mar 2008 | Kitt Peak         | Spacewatch          | —         | MPC                           |
| 295128     | 2008 FU26  | 27 mar 2008 | Kitt Peak         | Spacewatch          | —         | MPC                           |
| 295129     | 2008 FK27  | 27 mar 2008 | Kitt Peak         | Spacewatch          | —         | MPC                           |
| 295130     | 2008 FF28  | 27 mar 2008 | Lulin Observatory | LUSS                | —         | MPC                           |
| 295131     | 2008 FJ28  | 27 mar 2008 | Lulin             | LUSS                | —         | MPC                           |
| 295132     | 2008 FO28  | 28 mar 2008 | Kitt Peak         | Spacewatch          | —         | MPC                           |
| 295133     | 2008 FL29  | 28 mar 2008 | Kitt Peak         | Spacewatch          | —         | MPC                           |
| 295134     | 2008 FW29  | 28 mar 2008 | Kitt Peak         | Spacewatch          | —         | MPC                           |
| 295135     | 2008 FN30  | 28 mar 2008 | Kitt Peak         | Spacewatch          | —         | MPC                           |
| 295136     | 2008 FV31  | 28 mar 2008 | Mount Lemmon      | Mount Lemmon Survey | Ursula    | MPC                           |
| 295137     | 2008 FK32  | 28 mar 2008 | Mount Lemmon      | Mount Lemmon Survey | —         | MPC                           |
| 295138     | 2008 FT32  | 28 mar 2008 | Mount Lemmon      | Mount Lemmon Survey | —         | MPC                           |
| 295139     | 2008 FO37  | 28 mar 2008 | Kitt Peak         | Spacewatch          | —         | MPC                           |
| 295140     | 2008 FT39  | 28 mar 2008 | Kitt Peak         | Spacewatch          | —         | MPC                           |
| 295141     | 2008 FX39  | 28 mar 2008 | Kitt Peak         | Spacewatch          | —         | MPC                           |
| 295142     | 2008 FE40  | 28 mar 2008 | Kitt Peak         | Spacewatch          | —         | MPC                           |
| 295143     | 2008 FP40  | 28 mar 2008 | Kitt Peak         | Spacewatch          | —         | MPC                           |
| 295144     | 2008 FD41  | 28 mar 2008 | Kitt Peak         | Spacewatch          | —         | MPC                           |
| 295145     | 2008 FM44  | 28 mar 2008 | Kitt Peak         | Spacewatch          | —         | MPC                           |
| 295146     | 2008 FG45  | 28 mar 2008 | Mount Lemmon      | Mount Lemmon Survey | —         | MPC                           |
| 295147     | 2008 FA49  | 28 mar 2008 | Mount Lemmon      | Mount Lemmon Survey | —         | MPC                           |
| 295148     | 2008 FO51  | 28 mar 2008 | Mount Lemmon      | Mount Lemmon Survey | —         | MPC                           |
| 295149     | 2008 FY52  | 28 mar 2008 | Mount Lemmon      | Mount Lemmon Survey | —         | MPC                           |
| 295150     | 2008 FJ53  | 28 mar 2008 | Mount Lemmon      | Mount Lemmon Survey | —         | MPC                           |
| 295151     | 2008 FA54  | 28 mar 2008 | Mount Lemmon      | Mount Lemmon Survey | —         | MPC                           |
| 295152     | 2008 FU54  | 28 mar 2008 | Mount Lemmon      | Mount Lemmon Survey | Brangane  | MPC                           |
| 295153     | 2008 FX57  | 28 mar 2008 | Mount Lemmon      | Mount Lemmon Survey | —         | MPC                           |
| 295154     | 2008 FF59  | 29 mar 2008 | Mount Lemmon      | Mount Lemmon Survey | —         | MPC                           |
| 295155     | 2008 FH60  | 29 mar 2008 | Catalina          | CSS                 | —         | MPC                           |
| 295156     | 2008 FZ61  | 25 mar 2008 | Kitt Peak         | Spacewatch          | —         | MPC                           |
| 295157     | 2008 FK62  | 27 mar 2008 | Kitt Peak         | Spacewatch          | —         | MPC                           |
| 295158     | 2008 FF63  | 27 mar 2008 | Kitt Peak         | Spacewatch          | —         | MPC                           |
| 295159     | 2008 FN63  | 27 mar 2008 | Kitt Peak         | Spacewatch          | —         | MPC                           |
| 295160     | 2008 FC65  | 28 mar 2008 | Kitt Peak         | Spacewatch          | —         | MPC                           |
| 295161     | 2008 FH65  | 28 mar 2008 | Kitt Peak         | Spacewatch          | —         | MPC                           |
| 295162     | 2008 FK65  | 28 mar 2008 | Kitt Peak         | Spacewatch          | —         | MPC                           |
| 295163     | 2008 FR65  | 28 mar 2008 | Mount Lemmon      | Mount Lemmon Survey | —         | MPC                           |
| 295164     | 2008 FM67  | 28 mar 2008 | Mount Lemmon      | Mount Lemmon Survey | —         | MPC                           |
| 295165     | 2008 FP67  | 28 mar 2008 | Mount Lemmon      | Mount Lemmon Survey | —         | MPC                           |
| 295166     | 2008 FS67  | 28 mar 2008 | Mount Lemmon      | Mount Lemmon Survey | —         | MPC                           |
| 295167     | 2008 FX68  | 28 mar 2008 | Mount Lemmon      | Mount Lemmon Survey | —         | MPC                           |
| 295168     | 2008 FG71  | 29 mar 2008 | Catalina          | CSS                 | —         | MPC                           |
| 295169     | 2008 FR71  | 30 mar 2008 | Kitt Peak         | Spacewatch          | —         | MPC                           |
| 295170     | 2008 FO72  | 30 mar 2008 | Kitt Peak         | Spacewatch          | —         | MPC                           |
| 295171     | 2008 FQ80  | 27 mar 2008 | Mount Lemmon      | Mount Lemmon Survey | —         | MPC                           |
| 295172     | 2008 FW81  | 27 mar 2008 | Mount Lemmon      | Mount Lemmon Survey | —         | MPC                           |
| 295173     | 2008 FA83  | 28 mar 2008 | Kitt Peak         | Spacewatch          | —         | MPC                           |
| 295174     | 2008 FU83  | 28 mar 2008 | Kitt Peak         | Spacewatch          | —         | MPC                           |
| 295175     | 2008 FL86  | 28 mar 2008 | Mount Lemmon      | Mount Lemmon Survey | —         | MPC                           |
| 295176     | 2008 FO88  | 28 mar 2008 | Mount Lemmon      | Mount Lemmon Survey | —         | MPC                           |
| 295177     | 2008 FE89  | 29 mar 2008 | Mount Lemmon      | Mount Lemmon Survey | —         | MPC                           |
| 295178     | 2008 FA90  | 29 mar 2008 | Mount Lemmon      | Mount Lemmon Survey | —         | MPC                           |
| 295179     | 2008 FH90  | 29 mar 2008 | Mount Lemmon      | Mount Lemmon Survey | —         | MPC                           |
| 295180     | 2008 FL90  | 29 mar 2008 | Mount Lemmon      | Mount Lemmon Survey | —         | MPC                           |
| 295181     | 2008 FJ91  | 29 mar 2008 | Catalina          | CSS                 | —         | MPC                           |
| 295182     | 2008 FO93  | 29 mar 2008 | Kitt Peak         | Spacewatch          | —         | MPC                           |
| 295183     | 2008 FK94  | 29 mar 2008 | Kitt Peak         | Spacewatch          | Ursula    | MPC                           |
| 295184     | 2008 FD95  | 29 mar 2008 | Kitt Peak         | Spacewatch          | —         | MPC                           |
| 295185     | 2008 FR95  | 29 mar 2008 | Mount Lemmon      | Mount Lemmon Survey | —         | MPC                           |
| 295186     | 2008 FT96  | 29 mar 2008 | Catalina          | CSS                 | —         | MPC                           |
| 295187     | 2008 FC98  | 30 mar 2008 | Kitt Peak         | Spacewatch          | —         | MPC                           |
| 295188     | 2008 FE98  | 30 mar 2008 | Kitt Peak         | Spacewatch          | —         | MPC                           |
| 295189     | 2008 FG100 | 30 mar 2008 | Kitt Peak         | Spacewatch          | —         | MPC                           |
| 295190     | 2008 FR100 | 30 mar 2008 | Kitt Peak         | Spacewatch          | —         | MPC                           |
| 295191     | 2008 FQ101 | 30 mar 2008 | Kitt Peak         | Spacewatch          | Maria     | MPC                           |
| 295192     | 2008 FX101 | 30 mar 2008 | Kitt Peak         | Spacewatch          | Ursula    | MPC                           |
| 295193     | 2008 FE102 | 30 mar 2008 | Kitt Peak         | Spacewatch          | —         | MPC                           |
| 295194     | 2008 FO102 | 30 mar 2008 | Kitt Peak         | Spacewatch          | Maria     | MPC                           |
| 295195     | 2008 FN107 | 31 mar 2008 | Kitt Peak         | Spacewatch          | —         | MPC                           |
| 295196     | 2008 FQ107 | 31 mar 2008 | Kitt Peak         | Spacewatch          | —         | MPC                           |
| 295197     | 2008 FF109 | 31 mar 2008 | Mount Lemmon      | Mount Lemmon Survey | —         | MPC                           |
| 295198     | 2008 FZ110 | 31 mar 2008 | Kitt Peak         | Spacewatch          | —         | MPC                           |
| 295199     | 2008 FG111 | 31 mar 2008 | Kitt Peak         | Spacewatch          | —         | MPC                           |
| 295200     | 2008 FD114 | 31 mar 2008 | Kitt Peak         | Spacewatch          | —         | MPC                           |

## 295201–295300
| Designação        | Designação | Descoberta  | Descoberta   | Descobridor(es)     | Categoria | Mais informações / Referência |
| Permanente        | Provisória | Data        | Local        | Descobridor(es)     | Categoria | Mais informações / Referência |
| ----------------- | ---------- | ----------- | ------------ | ------------------- | --------- | ----------------------------- |
| 295201            | 2008 FY114 | 31 mar 2008 | Mount Lemmon | Mount Lemmon Survey | —         | MPC                           |
| 295202            | 2008 FR116 | 31 mar 2008 | Kitt Peak    | Spacewatch          | —         | MPC                           |
| 295203            | 2008 FB117 | 31 mar 2008 | Kitt Peak    | Spacewatch          | —         | MPC                           |
| 295204            | 2008 FV117 | 31 mar 2008 | Kitt Peak    | Spacewatch          | —         | MPC                           |
| 295205            | 2008 FW122 | 28 mar 2008 | Kitt Peak    | Spacewatch          | —         | MPC                           |
| 295206            | 2008 FH123 | 28 mar 2008 | Kitt Peak    | Spacewatch          | Ursula    | MPC                           |
| 295207            | 2008 FV123 | 29 mar 2008 | Kitt Peak    | Spacewatch          | —         | MPC                           |
| 295208            | 2008 FD124 | 29 mar 2008 | Kitt Peak    | Spacewatch          | —         | MPC                           |
| 295209            | 2008 FE124 | 29 mar 2008 | Kitt Peak    | Spacewatch          | —         | MPC                           |
| 295210            | 2008 FJ124 | 29 mar 2008 | Mount Lemmon | Mount Lemmon Survey | —         | MPC                           |
| 295211            | 2008 FT124 | 30 mar 2008 | Kitt Peak    | Spacewatch          | Koronis   | MPC                           |
| 295212            | 2008 FH128 | 28 mar 2008 | Mount Lemmon | Mount Lemmon Survey | —         | MPC                           |
| 295213            | 2008 FF129 | 29 mar 2008 | Kitt Peak    | Spacewatch          | Eos       | MPC                           |
| 295214            | 2008 FY130 | 27 mar 2008 | Kitt Peak    | Spacewatch          | —         | MPC                           |
| 295215            | 2008 FJ132 | 27 mar 2008 | Mount Lemmon | Mount Lemmon Survey | —         | MPC                           |
| 295216            | 2008 FO132 | 28 mar 2008 | Kitt Peak    | Spacewatch          | Ursula    | MPC                           |
| 295217            | 2008 FZ132 | 30 mar 2008 | Kitt Peak    | Spacewatch          | —         | MPC                           |
| 295218            | 2008 FH133 | 31 mar 2008 | Mount Lemmon | Mount Lemmon Survey | —         | MPC                           |
| 295219            | 2008 FD136 | 26 mar 2008 | Mount Lemmon | Mount Lemmon Survey | Mitidika  | MPC                           |
| 295220            | 2008 FD137 | 30 mar 2008 | Kitt Peak    | Spacewatch          | —         | MPC                           |
| 295221            | 2008 GM    | 2 abr 2008  | La Sagra     | Mallorca Obs.       | —         | MPC                           |
| 295222            | 2008 GH1   | 2 abr 2008  | La Sagra     | Mallorca Obs.       | —         | MPC                           |
| 295223            | 2008 GM4   | 1 abr 2008  | Kitt Peak    | Spacewatch          | —         | MPC                           |
| 295224            | 2008 GL6   | 1 abr 2008  | Kitt Peak    | Spacewatch          | —         | MPC                           |
| 295225            | 2008 GN6   | 1 abr 2008  | Kitt Peak    | Spacewatch          | —         | MPC                           |
| 295226            | 2008 GC7   | 1 abr 2008  | Kitt Peak    | Spacewatch          | —         | MPC                           |
| 295227            | 2008 GG7   | 1 abr 2008  | Kitt Peak    | Spacewatch          | —         | MPC                           |
| 295228            | 2008 GP7   | 1 abr 2008  | Kitt Peak    | Spacewatch          | —         | MPC                           |
| 295229            | 2008 GW9   | 1 abr 2008  | Kitt Peak    | Spacewatch          | Mitidika  | MPC                           |
| 295230            | 2008 GJ11  | 1 abr 2008  | Kitt Peak    | Spacewatch          | —         | MPC                           |
| 295231            | 2008 GY12  | 3 abr 2008  | Kitt Peak    | Spacewatch          | —         | MPC                           |
| 295232            | 2008 GF13  | 3 abr 2008  | Kitt Peak    | Spacewatch          | —         | MPC                           |
| 295233            | 2008 GW13  | 3 abr 2008  | Mount Lemmon | Mount Lemmon Survey | —         | MPC                           |
| 295234            | 2008 GW18  | 4 abr 2008  | Mount Lemmon | Mount Lemmon Survey | —         | MPC                           |
| 295235            | 2008 GC19  | 4 abr 2008  | Mount Lemmon | Mount Lemmon Survey | —         | MPC                           |
| 295236            | 2008 GK19  | 4 abr 2008  | Mount Lemmon | Mount Lemmon Survey | —         | MPC                           |
| 295237            | 2008 GY19  | 4 abr 2008  | Kitt Peak    | Spacewatch          | —         | MPC                           |
| 295238            | 2008 GR20  | 3 abr 2008  | Socorro      | LINEAR              | —         | MPC                           |
| 295239            | 2008 GJ21  | 11 abr 2008 | Desert Eagle | W. K. Y. Yeung      | Mitidika  | MPC                           |
| 295240            | 2008 GO24  | 1 abr 2008  | Mount Lemmon | Mount Lemmon Survey | —         | MPC                           |
| 295241            | 2008 GY24  | 1 abr 2008  | Mount Lemmon | Mount Lemmon Survey | —         | MPC                           |
| 295242            | 2008 GL25  | 1 abr 2008  | Mount Lemmon | Mount Lemmon Survey | —         | MPC                           |
| 295243            | 2008 GS26  | 1 abr 2008  | Catalina     | CSS                 | —         | MPC                           |
| 295244            | 2008 GN27  | 3 abr 2008  | Kitt Peak    | Spacewatch          | —         | MPC                           |
| 295245            | 2008 GF28  | 3 abr 2008  | Kitt Peak    | Spacewatch          | —         | MPC                           |
| 295246            | 2008 GX33  | 3 abr 2008  | Mount Lemmon | Mount Lemmon Survey | Brangane  | MPC                           |
| 295247            | 2008 GX36  | 3 abr 2008  | Kitt Peak    | Spacewatch          | —         | MPC                           |
| 295248            | 2008 GP38  | 3 abr 2008  | Mount Lemmon | Mount Lemmon Survey | —         | MPC                           |
| 295249            | 2008 GY38  | 3 abr 2008  | Mount Lemmon | Mount Lemmon Survey | —         | MPC                           |
| 295250            | 2008 GZ38  | 3 abr 2008  | Mount Lemmon | Mount Lemmon Survey | —         | MPC                           |
| 295251            | 2008 GQ40  | 4 abr 2008  | Kitt Peak    | Spacewatch          | —         | MPC                           |
| 295252            | 2008 GH41  | 4 abr 2008  | Kitt Peak    | Spacewatch          | —         | MPC                           |
| 295253            | 2008 GR43  | 4 abr 2008  | Mount Lemmon | Mount Lemmon Survey | —         | MPC                           |
| 295254            | 2008 GV45  | 4 abr 2008  | Kitt Peak    | Spacewatch          | —         | MPC                           |
| 295255            | 2008 GB47  | 4 abr 2008  | Kitt Peak    | Spacewatch          | —         | MPC                           |
| 295256            | 2008 GW49  | 5 abr 2008  | Kitt Peak    | Spacewatch          | —         | MPC                           |
| 295257            | 2008 GK50  | 5 abr 2008  | Mount Lemmon | Mount Lemmon Survey | —         | MPC                           |
| 295258            | 2008 GM50  | 5 abr 2008  | Mount Lemmon | Mount Lemmon Survey | —         | MPC                           |
| 295259            | 2008 GQ51  | 5 abr 2008  | Mount Lemmon | Mount Lemmon Survey | —         | MPC                           |
| 295260            | 2008 GS56  | 5 abr 2008  | Mount Lemmon | Mount Lemmon Survey | —         | MPC                           |
| 295261            | 2008 GT58  | 5 abr 2008  | Mount Lemmon | Mount Lemmon Survey | —         | MPC                           |
| 295262            | 2008 GT59  | 5 abr 2008  | Kitt Peak    | Spacewatch          | —         | MPC                           |
| 295263            | 2008 GB60  | 5 abr 2008  | Kitt Peak    | Spacewatch          | —         | MPC                           |
| 295264            | 2008 GG65  | 6 abr 2008  | Kitt Peak    | Spacewatch          | —         | MPC                           |
| 295265            | 2008 GD66  | 6 abr 2008  | Mount Lemmon | Mount Lemmon Survey | —         | MPC                           |
| 295266            | 2008 GB68  | 6 abr 2008  | Kitt Peak    | Spacewatch          | —         | MPC                           |
| 295267            | 2008 GL68  | 6 abr 2008  | Kitt Peak    | Spacewatch          | —         | MPC                           |
| 295268            | 2008 GX68  | 6 abr 2008  | Kitt Peak    | Spacewatch          | —         | MPC                           |
| 295269            | 2008 GF69  | 6 abr 2008  | Kitt Peak    | Spacewatch          | —         | MPC                           |
| 295270            | 2008 GQ72  | 7 abr 2008  | Mount Lemmon | Mount Lemmon Survey | —         | MPC                           |
| 295271            | 2008 GK73  | 7 abr 2008  | Mount Lemmon | Mount Lemmon Survey | Ursula    | MPC                           |
| 295272            | 2008 GZ73  | 7 abr 2008  | Kitt Peak    | Spacewatch          | Brangane  | MPC                           |
| 295273            | 2008 GW76  | 7 abr 2008  | Kitt Peak    | Spacewatch          | —         | MPC                           |
| 295274            | 2008 GP79  | 7 abr 2008  | Kitt Peak    | Spacewatch          | —         | MPC                           |
| 295275            | 2008 GC81  | 7 abr 2008  | Kitt Peak    | Spacewatch          | —         | MPC                           |
| 295276            | 2008 GW81  | 8 abr 2008  | Kitt Peak    | Spacewatch          | —         | MPC                           |
| 295277            | 2008 GF84  | 8 abr 2008  | Kitt Peak    | Spacewatch          | —         | MPC                           |
| 295278            | 2008 GS87  | 5 abr 2008  | Mount Lemmon | Mount Lemmon Survey | —         | MPC                           |
| 295279            | 2008 GV90  | 6 abr 2008  | Mount Lemmon | Mount Lemmon Survey | —         | MPC                           |
| 295280            | 2008 GG93  | 6 abr 2008  | Catalina     | CSS                 | —         | MPC                           |
| 295281            | 2008 GL93  | 6 abr 2008  | Catalina     | CSS                 | —         | MPC                           |
| 295282            | 2008 GN93  | 6 abr 2008  | Catalina     | CSS                 | —         | MPC                           |
| 295283            | 2008 GP93  | 7 abr 2008  | Kitt Peak    | Spacewatch          | —         | MPC                           |
| 295284            | 2008 GY94  | 7 abr 2008  | Mount Lemmon | Mount Lemmon Survey | —         | MPC                           |
| 295285            | 2008 GD95  | 7 abr 2008  | Catalina     | CSS                 | —         | MPC                           |
| 295286            | 2008 GG97  | 8 abr 2008  | Kitt Peak    | Spacewatch          | —         | MPC                           |
| 295287            | 2008 GC100 | 9 abr 2008  | Kitt Peak    | Spacewatch          | —         | MPC                           |
| 295288            | 2008 GU101 | 10 abr 2008 | Kitt Peak    | Spacewatch          | —         | MPC                           |
| 295289            | 2008 GZ101 | 10 abr 2008 | Kitt Peak    | Spacewatch          | —         | MPC                           |
| 295290            | 2008 GP102 | 10 abr 2008 | Kitt Peak    | Spacewatch          | —         | MPC                           |
| 295291            | 2008 GY103 | 11 abr 2008 | Kitt Peak    | Spacewatch          | —         | MPC                           |
| 295292            | 2008 GB105 | 11 abr 2008 | Kitt Peak    | Spacewatch          | —         | MPC                           |
| 295293            | 2008 GL105 | 11 abr 2008 | Catalina     | CSS                 | Maria     | MPC                           |
| 295294            | 2008 GE106 | 11 abr 2008 | Mount Lemmon | Mount Lemmon Survey | —         | MPC                           |
| 295295            | 2008 GJ106 | 11 abr 2008 | Mount Lemmon | Mount Lemmon Survey | —         | MPC                           |
| 295296            | 2008 GE108 | 13 abr 2008 | Mount Lemmon | Mount Lemmon Survey | —         | MPC                           |
| 295297            | 2008 GL108 | 13 abr 2008 | Kitt Peak    | Spacewatch          | —         | MPC                           |
| 295298            | 2008 GP111 | 8 abr 2008  | Socorro      | LINEAR              | —         | MPC                           |
| 295299 Nannidiana | 2008 GZ111 | 15 abr 2008 | Charleston   | R. Holmes           | Phocaea   | MPC                           |
| 295300            | 2008 GR112 | 10 abr 2008 | Catalina     | CSS                 | —         | MPC                           |

## 295301–295400
| Designação | Designação | Descoberta  | Descoberta        | Descobridor(es)     | Categoria | Mais informações / Referência |
| Permanente | Provisória | Data        | Local             | Descobridor(es)     | Categoria | Mais informações / Referência |
| ---------- | ---------- | ----------- | ----------------- | ------------------- | --------- | ----------------------------- |
| 295301     | 2008 GX112 | 13 abr 2008 | Catalina          | CSS                 | Phocaea   | MPC                           |
| 295302     | 2008 GF113 | 14 abr 2008 | Catalina          | CSS                 | —         | MPC                           |
| 295303     | 2008 GB115 | 11 abr 2008 | Kitt Peak         | Spacewatch          | —         | MPC                           |
| 295304     | 2008 GA117 | 11 abr 2008 | Kitt Peak         | Spacewatch          | —         | MPC                           |
| 295305     | 2008 GU117 | 11 abr 2008 | Catalina          | CSS                 | —         | MPC                           |
| 295306     | 2008 GL119 | 11 abr 2008 | Kitt Peak         | Spacewatch          | —         | MPC                           |
| 295307     | 2008 GR120 | 12 abr 2008 | Catalina          | CSS                 | —         | MPC                           |
| 295308     | 2008 GU122 | 13 abr 2008 | Kitt Peak         | Spacewatch          | —         | MPC                           |
| 295309     | 2008 GJ123 | 13 abr 2008 | Mount Lemmon      | Mount Lemmon Survey | Ursula    | MPC                           |
| 295310     | 2008 GY124 | 14 abr 2008 | Mount Lemmon      | Mount Lemmon Survey | —         | MPC                           |
| 295311     | 2008 GJ127 | 14 abr 2008 | Mount Lemmon      | Mount Lemmon Survey | —         | MPC                           |
| 295312     | 2008 GC129 | 1 abr 2008  | Kitt Peak         | Spacewatch          | —         | MPC                           |
| 295313     | 2008 GE130 | 5 abr 2008  | Catalina          | CSS                 | —         | MPC                           |
| 295314     | 2008 GM130 | 5 abr 2008  | Kitt Peak         | Spacewatch          | —         | MPC                           |
| 295315     | 2008 GR131 | 4 abr 2008  | Kitt Peak         | Spacewatch          | —         | MPC                           |
| 295316     | 2008 GZ132 | 15 abr 2008 | Kitt Peak         | Spacewatch          | —         | MPC                           |
| 295317     | 2008 GK133 | 3 abr 2008  | Kitt Peak         | Spacewatch          | —         | MPC                           |
| 295318     | 2008 GS133 | 5 abr 2008  | Kitt Peak         | Spacewatch          | —         | MPC                           |
| 295319     | 2008 GP134 | 3 abr 2008  | Kitt Peak         | Spacewatch          | —         | MPC                           |
| 295320     | 2008 GJ135 | 3 abr 2008  | Mount Lemmon      | Mount Lemmon Survey | Ursula    | MPC                           |
| 295321     | 2008 GT138 | 7 abr 2008  | Kitt Peak         | Spacewatch          | —         | MPC                           |
| 295322     | 2008 GM139 | 4 abr 2008  | Kitt Peak         | Spacewatch          | —         | MPC                           |
| 295323     | 2008 GV140 | 11 abr 2008 | Mount Lemmon      | Mount Lemmon Survey | —         | MPC                           |
| 295324     | 2008 GD141 | 14 abr 2008 | Mount Lemmon      | Mount Lemmon Survey | —         | MPC                           |
| 295325     | 2008 GH143 | 6 abr 2008  | Catalina          | CSS                 | —         | MPC                           |
| 295326     | 2008 GQ143 | 1 abr 2008  | Mount Lemmon      | Mount Lemmon Survey | —         | MPC                           |
| 295327     | 2008 GZ144 | 5 abr 2008  | Socorro           | LINEAR              | —         | MPC                           |
| 295328     | 2008 HO    | 24 abr 2008 | Mount Lemmon      | Mount Lemmon Survey | —         | MPC                           |
| 295329     | 2008 HG2   | 24 abr 2008 | Andrushivka       | Andrushivka Obs.    | —         | MPC                           |
| 295330     | 2008 HM2   | 25 abr 2008 | La Sagra          | Mallorca Obs.       | Ursula    | MPC                           |
| 295331     | 2008 HL3   | 28 abr 2008 | La Sagra          | Mallorca Obs.       | —         | MPC                           |
| 295332     | 2008 HL4   | 29 abr 2008 | La Sagra          | Mallorca Obs.       | —         | MPC                           |
| 295333     | 2008 HN6   | 24 abr 2008 | Kitt Peak         | Spacewatch          | —         | MPC                           |
| 295334     | 2008 HR6   | 24 abr 2008 | Kitt Peak         | Spacewatch          | Brangane  | MPC                           |
| 295335     | 2008 HE7   | 24 abr 2008 | Mount Lemmon      | Mount Lemmon Survey | —         | MPC                           |
| 295336     | 2008 HY8   | 24 abr 2008 | Kitt Peak         | Spacewatch          | —         | MPC                           |
| 295337     | 2008 HB9   | 24 abr 2008 | Kitt Peak         | Spacewatch          | —         | MPC                           |
| 295338     | 2008 HY10  | 24 abr 2008 | Kitt Peak         | Spacewatch          | Mitidika  | MPC                           |
| 295339     | 2008 HJ12  | 24 abr 2008 | Kitt Peak         | Spacewatch          | —         | MPC                           |
| 295340     | 2008 HL12  | 24 abr 2008 | Kitt Peak         | Spacewatch          | —         | MPC                           |
| 295341     | 2008 HK13  | 25 abr 2008 | Kitt Peak         | Spacewatch          | —         | MPC                           |
| 295342     | 2008 HU15  | 25 abr 2008 | Kitt Peak         | Spacewatch          | —         | MPC                           |
| 295343     | 2008 HS16  | 25 abr 2008 | Mount Lemmon      | Mount Lemmon Survey | —         | MPC                           |
| 295344     | 2008 HK17  | 26 abr 2008 | Kitt Peak         | Spacewatch          | —         | MPC                           |
| 295345     | 2008 HU17  | 26 abr 2008 | Kitt Peak         | Spacewatch          | —         | MPC                           |
| 295346     | 2008 HX21  | 26 abr 2008 | Mount Lemmon      | Mount Lemmon Survey | —         | MPC                           |
| 295347     | 2008 HS24  | 27 abr 2008 | Kitt Peak         | Spacewatch          | —         | MPC                           |
| 295348     | 2008 HY24  | 27 abr 2008 | Kitt Peak         | Spacewatch          | —         | MPC                           |
| 295349     | 2008 HV27  | 28 abr 2008 | Kitt Peak         | Spacewatch          | Eos       | MPC                           |
| 295350     | 2008 HY27  | 28 abr 2008 | Kitt Peak         | Spacewatch          | Mitidika  | MPC                           |
| 295351     | 2008 HY30  | 6 dez 2005  | Mount Lemmon      | Mount Lemmon Survey | —         | MPC                           |
| 295352     | 2008 HH31  | 29 abr 2008 | Mount Lemmon      | Mount Lemmon Survey | —         | MPC                           |
| 295353     | 2008 HN33  | 25 abr 2008 | Kitt Peak         | Spacewatch          | —         | MPC                           |
| 295354     | 2008 HO33  | 26 abr 2008 | Kitt Peak         | Spacewatch          | —         | MPC                           |
| 295355     | 2008 HR33  | 26 abr 2008 | Kitt Peak         | Spacewatch          | —         | MPC                           |
| 295356     | 2008 HP35  | 29 abr 2008 | Kitt Peak         | Spacewatch          | —         | MPC                           |
| 295357     | 2008 HB36  | 29 abr 2008 | Mount Lemmon      | Mount Lemmon Survey | —         | MPC                           |
| 295358     | 2008 HD36  | 29 abr 2008 | Mount Lemmon      | Mount Lemmon Survey | —         | MPC                           |
| 295359     | 2008 HL36  | 30 abr 2008 | Kitt Peak         | Spacewatch          | —         | MPC                           |
| 295360     | 2008 HF39  | 26 abr 2008 | Mount Lemmon      | Mount Lemmon Survey | —         | MPC                           |
| 295361     | 2008 HM46  | 28 abr 2008 | Kitt Peak         | Spacewatch          | —         | MPC                           |
| 295362     | 2008 HO48  | 29 abr 2008 | Kitt Peak         | Spacewatch          | —         | MPC                           |
| 295363     | 2008 HX49  | 29 abr 2008 | Kitt Peak         | Spacewatch          | —         | MPC                           |
| 295364     | 2008 HA51  | 29 abr 2008 | Kitt Peak         | Spacewatch          | —         | MPC                           |
| 295365     | 2008 HM51  | 29 abr 2008 | Kitt Peak         | Spacewatch          | —         | MPC                           |
| 295366     | 2008 HO51  | 29 abr 2008 | Kitt Peak         | Spacewatch          | Pallas    | MPC                           |
| 295367     | 2008 HV51  | 29 abr 2008 | Kitt Peak         | Spacewatch          | —         | MPC                           |
| 295368     | 2008 HW51  | 29 abr 2008 | Kitt Peak         | Spacewatch          | —         | MPC                           |
| 295369     | 2008 HY52  | 29 abr 2008 | Mount Lemmon      | Mount Lemmon Survey | —         | MPC                           |
| 295370     | 2008 HK54  | 29 abr 2008 | Kitt Peak         | Spacewatch          | Flora     | MPC                           |
| 295371     | 2008 HR54  | 29 abr 2008 | Kitt Peak         | Spacewatch          | —         | MPC                           |
| 295372     | 2008 HR56  | 30 abr 2008 | Kitt Peak         | Spacewatch          | —         | MPC                           |
| 295373     | 2008 HG60  | 28 abr 2008 | Mount Lemmon      | Mount Lemmon Survey | —         | MPC                           |
| 295374     | 2008 HU60  | 29 abr 2008 | Mount Lemmon      | Mount Lemmon Survey | —         | MPC                           |
| 295375     | 2008 HZ61  | 30 abr 2008 | Kitt Peak         | Spacewatch          | Ursula    | MPC                           |
| 295376     | 2008 HZ63  | 29 abr 2008 | Mount Lemmon      | Mount Lemmon Survey | —         | MPC                           |
| 295377     | 2008 HM64  | 29 abr 2008 | Catalina          | CSS                 | —         | MPC                           |
| 295378     | 2008 HQ65  | 29 abr 2008 | Socorro           | LINEAR              | —         | MPC                           |
| 295379     | 2008 HS65  | 29 abr 2008 | Socorro           | LINEAR              | —         | MPC                           |
| 295380     | 2008 HT65  | 29 abr 2008 | Socorro           | LINEAR              | —         | MPC                           |
| 295381     | 2008 HR68  | 24 abr 2008 | Kitt Peak         | Spacewatch          | —         | MPC                           |
| 295382     | 2008 HU69  | 29 abr 2008 | Mount Lemmon      | Mount Lemmon Survey | —         | MPC                           |
| 295383     | 2008 HX69  | 30 abr 2008 | Mount Lemmon      | Mount Lemmon Survey | —         | MPC                           |
| 295384     | 2008 JL2   | 2 mai 2008  | Catalina          | CSS                 | —         | MPC                           |
| 295385     | 2008 JB3   | 2 mai 2008  | Bergisch Gladbach | W. Bickel           | —         | MPC                           |
| 295386     | 2008 JE4   | 1 mai 2008  | Kitt Peak         | Spacewatch          | Brangane  | MPC                           |
| 295387     | 2008 JZ4   | 2 mai 2008  | Catalina          | CSS                 | —         | MPC                           |
| 295388     | 2008 JD5   | 3 mai 2008  | Kitt Peak         | Spacewatch          | —         | MPC                           |
| 295389     | 2008 JK5   | 3 mai 2008  | Mount Lemmon      | Mount Lemmon Survey | —         | MPC                           |
| 295390     | 2008 JG6   | 2 mai 2008  | Kitt Peak         | Spacewatch          | —         | MPC                           |
| 295391     | 2008 JP6   | 2 mai 2008  | Kitt Peak         | Spacewatch          | —         | MPC                           |
| 295392     | 2008 JT6   | 2 mai 2008  | Kitt Peak         | Spacewatch          | —         | MPC                           |
| 295393     | 2008 JF7   | 2 mai 2008  | Kitt Peak         | Spacewatch          | Brangane  | MPC                           |
| 295394     | 2008 JJ7   | 2 mai 2008  | Kitt Peak         | Spacewatch          | —         | MPC                           |
| 295395     | 2008 JO7   | 3 mai 2008  | Mount Lemmon      | Mount Lemmon Survey | —         | MPC                           |
| 295396     | 2008 JW7   | 5 mai 2008  | Mount Lemmon      | Mount Lemmon Survey | —         | MPC                           |
| 295397     | 2008 JT8   | 1 mai 2008  | Catalina          | CSS                 | —         | MPC                           |
| 295398     | 2008 JX8   | 1 mai 2008  | Catalina          | CSS                 | —         | MPC                           |
| 295399     | 2008 JZ8   | 1 mai 2008  | Catalina          | CSS                 | —         | MPC                           |
| 295400     | 2008 JU9   | 3 mai 2008  | Kitt Peak         | Spacewatch          | —         | MPC                           |

## 295401–295500
| Designação     | Designação | Descoberta  | Descoberta           | Descobridor(es)          | Categoria | Mais informações / Referência |
| Permanente     | Provisória | Data        | Local                | Descobridor(es)          | Categoria | Mais informações / Referência |
| -------------- | ---------- | ----------- | -------------------- | ------------------------ | --------- | ----------------------------- |
| 295401         | 2008 JC10  | 3 mai 2008  | Kitt Peak            | Spacewatch               | —         | MPC                           |
| 295402         | 2008 JW11  | 3 mai 2008  | Kitt Peak            | Spacewatch               | —         | MPC                           |
| 295403         | 2008 JW13  | 6 mai 2008  | Mount Lemmon         | Mount Lemmon Survey      | —         | MPC                           |
| 295404         | 2008 JM15  | 2 mai 2008  | Kitt Peak            | Spacewatch               | —         | MPC                           |
| 295405         | 2008 JU15  | 3 mai 2008  | Kitt Peak            | Spacewatch               | —         | MPC                           |
| 295406         | 2008 JL20  | 9 mai 2008  | Siding Spring        | SSS                      | Juno      | MPC                           |
| 295407         | 2008 JT20  | 9 mai 2008  | Grove Creek          | F. Tozzi                 | —         | MPC                           |
| 295408         | 2008 JF21  | 10 mai 2008 | Bergisch Gladbac     | W. Bickel                | —         | MPC                           |
| 295409         | 2008 JF22  | 6 mai 2008  | Siding Spring        | SSS                      | —         | MPC                           |
| 295410         | 2008 JE26  | 11 mai 2008 | Catalina             | CSS                      | —         | MPC                           |
| 295411         | 2008 JH28  | 8 mai 2008  | Kitt Peak            | Spacewatch               | —         | MPC                           |
| 295412         | 2008 JR28  | 8 mai 2008  | Kitt Peak            | Spacewatch               | —         | MPC                           |
| 295413         | 2008 JH30  | 11 mai 2008 | Kitt Peak            | Spacewatch               | —         | MPC                           |
| 295414         | 2008 JU31  | 5 mai 2008  | Catalina             | CSS                      | —         | MPC                           |
| 295415         | 2008 JV35  | 2 mai 2008  | Kitt Peak            | Spacewatch               | —         | MPC                           |
| 295416         | 2008 JF36  | 3 mai 2008  | Mount Lemmon         | Mount Lemmon Survey      | —         | MPC                           |
| 295417         | 2008 JS37  | 6 mai 2008  | Siding Spring        | SSS                      | —         | MPC                           |
| 295418         | 2008 JU40  | 5 mai 2008  | Mount Lemmon         | Mount Lemmon Survey      | —         | MPC                           |
| 295419         | 2008 KX4   | 27 mai 2008 | Kitt Peak            | Spacewatch               | —         | MPC                           |
| 295420         | 2008 KZ4   | 27 mai 2008 | Kitt Peak            | Spacewatch               | —         | MPC                           |
| 295421         | 2008 KX5   | 28 mai 2008 | Kitt Peak            | Spacewatch               | —         | MPC                           |
| 295422         | 2008 KS7   | 27 mai 2008 | Kitt Peak            | Spacewatch               | —         | MPC                           |
| 295423         | 2008 KB13  | 27 mai 2008 | Kitt Peak            | Spacewatch               | —         | MPC                           |
| 295424         | 2008 KM25  | 29 mai 2008 | Mount Lemmon         | Mount Lemmon Survey      | —         | MPC                           |
| 295425         | 2008 KP26  | 29 mai 2008 | Kitt Peak            | Spacewatch               | —         | MPC                           |
| 295426         | 2008 KT26  | 29 mai 2008 | Kitt Peak            | Spacewatch               | —         | MPC                           |
| 295427         | 2008 KU29  | 29 mai 2008 | Kitt Peak            | Spacewatch               | —         | MPC                           |
| 295428         | 2008 KW31  | 29 mai 2008 | Kitt Peak            | Spacewatch               | —         | MPC                           |
| 295429         | 2008 KY31  | 29 mai 2008 | Kitt Peak            | Spacewatch               | —         | MPC                           |
| 295430         | 2008 KU33  | 29 mai 2008 | Mount Lemmon         | Mount Lemmon Survey      | —         | MPC                           |
| 295431         | 2008 KG36  | 29 mai 2008 | Kitt Peak            | Spacewatch               | —         | MPC                           |
| 295432         | 2008 KT37  | 30 mai 2008 | Kitt Peak            | Spacewatch               | —         | MPC                           |
| 295433         | 2008 KW38  | 30 mai 2008 | Kitt Peak            | Spacewatch               | —         | MPC                           |
| 295434         | 2008 KS40  | 29 mai 2008 | Mount Lemmon         | Mount Lemmon Survey      | —         | MPC                           |
| 295435         | 2008 KL41  | 30 mai 2008 | Kitt Peak            | Spacewatch               | —         | MPC                           |
| 295436         | 2008 LS4   | 3 jun 2008  | Mount Lemmon         | Mount Lemmon Survey      | —         | MPC                           |
| 295437         | 2008 LF6   | 3 jun 2008  | Kitt Peak            | Spacewatch               | —         | MPC                           |
| 295438         | 2008 LK10  | 6 jun 2008  | Kitt Peak            | Spacewatch               | —         | MPC                           |
| 295439         | 2008 LQ10  | 6 jun 2008  | Kitt Peak            | Spacewatch               | Brangane  | MPC                           |
| 295440         | 2008 LF12  | 7 jun 2008  | Kitt Peak            | Spacewatch               | —         | MPC                           |
| 295441         | 2008 LU15  | 10 jun 2008 | Kitt Peak            | Spacewatch               | —         | MPC                           |
| 295442         | 2008 LU16  | 15 jun 2008 | Wrightwood           | J. W. Young              | —         | MPC                           |
| 295443         | 2008 ML    | 24 jun 2008 | Siding Spring        | SSS                      | —         | MPC                           |
| 295444         | 2008 MN    | 24 jun 2008 | Skylive              | F. Tozzi                 | —         | MPC                           |
| 295445         | 2008 ND    | 1 jul 2008  | Kitt Peak            | Spacewatch               | —         | MPC                           |
| 295446         | 2008 OB3   | 28 jul 2008 | La Sagra             | Mallorca Obs.            | —         | MPC                           |
| 295447         | 2008 OW20  | 29 jul 2008 | Kitt Peak            | Spacewatch               | —         | MPC                           |
| 295448         | 2008 OO21  | 30 jul 2008 | Kitt Peak            | Spacewatch               | —         | MPC                           |
| 295449         | 2008 OX22  | 29 jul 2008 | Kitt Peak            | Spacewatch               | Vesta     | MPC                           |
| 295450         | 2008 OR23  | 30 jul 2008 | Kitt Peak            | Spacewatch               | —         | MPC                           |
| 295451         | 2008 OW23  | 30 jul 2008 | Kitt Peak            | Spacewatch               | —         | MPC                           |
| 295452         | 2008 OF24  | 30 jul 2008 | Kitt Peak            | Spacewatch               | —         | MPC                           |
| 295453         | 2008 OJ24  | 30 jul 2008 | Mount Lemmon         | Mount Lemmon Survey      | —         | MPC                           |
| 295454         | 2008 PW1   | 2 ago 2008  | La Sagra             | Mallorca Obs.            | —         | MPC                           |
| 295455         | 2008 PT2   | 3 ago 2008  | Socorro              | LINEAR                   | —         | MPC                           |
| 295456         | 2008 PB4   | 5 ago 2008  | La Sagra             | Mallorca Obs.            | Eos       | MPC                           |
| 295457         | 2008 PC4   | 5 ago 2008  | La Sagra             | Mallorca Obs.            | —         | MPC                           |
| 295458         | 2008 PA5   | 4 ago 2008  | La Sagra             | Mallorca Obs.            | —         | MPC                           |
| 295459         | 2008 PD10  | 5 ago 2008  | La Sagra             | Mallorca Obs.            | —         | MPC                           |
| 295460         | 2008 PO11  | 9 ago 2008  | La Sagra             | Mallorca Obs.            | —         | MPC                           |
| 295461         | 2008 PU12  | 9 ago 2008  | La Sagra             | Mallorca Obs.            | Maria     | MPC                           |
| 295462         | 2008 PS14  | 10 ago 2008 | Dauban               | F. Kugel                 | —         | MPC                           |
| 295463         | 2008 PZ18  | 7 ago 2008  | Kitt Peak            | Spacewatch               | —         | MPC                           |
| 295464         | 2008 QN1   | 23 ago 2008 | La Sagra             | Mallorca Obs.            | —         | MPC                           |
| 295465         | 2008 QQ1   | 23 ago 2008 | La Sagra             | Mallorca Obs.            | —         | MPC                           |
| 295466         | 2008 QE2   | 24 ago 2008 | La Sagra             | Mallorca Obs.            | —         | MPC                           |
| 295467         | 2008 QH3   | 25 ago 2008 | Sandlot              | G. Hug                   | —         | MPC                           |
| 295468         | 2008 QZ4   | 22 ago 2008 | Kitt Peak            | Spacewatch               | —         | MPC                           |
| 295469         | 2008 QU7   | 26 ago 2008 | Hibiscus             | S. F. Hönig, N. Teamo    | —         | MPC                           |
| 295470         | 2008 QG11  | 26 ago 2008 | La Sagra             | Mallorca Obs.            | —         | MPC                           |
| 295471         | 2008 QM11  | 27 ago 2008 | Vallemare di Borbona | V. S. Casulli            | —         | MPC                           |
| 295472 Puy     | 2008 QJ14  | 26 ago 2008 | Pises                | Pises Obs.               | —         | MPC                           |
| 295473 Cochard | 2008 QD16  | 27 ago 2008 | Pises                | J.-M. Lopez, C. Cavadore | —         | MPC                           |
| 295474         | 2008 QB18  | 28 ago 2008 | Vicques              | M. Ory                   | —         | MPC                           |
| 295475         | 2008 QM18  | 28 ago 2008 | Pla D'Arguines       | R. Ferrando              | Phocaea   | MPC                           |
| 295476         | 2008 QN23  | 29 ago 2008 | Taunus               | E. Schwab, R. Kling      | —         | MPC                           |
| 295477         | 2008 QE26  | 29 ago 2008 | La Sagra             | Mallorca Obs.            | —         | MPC                           |
| 295478         | 2008 QC27  | 30 ago 2008 | La Sagra             | Mallorca Obs.            | —         | MPC                           |
| 295479         | 2008 QP30  | 30 ago 2008 | Socorro              | LINEAR                   | —         | MPC                           |
| 295480         | 2008 QC37  | 21 ago 2008 | Kitt Peak            | Spacewatch               | —         | MPC                           |
| 295481         | 2008 QH37  | 21 ago 2008 | Kitt Peak            | Spacewatch               | Vesta     | MPC                           |
| 295482         | 2008 QX37  | 22 ago 2008 | Kitt Peak            | Spacewatch               | —         | MPC                           |
| 295483         | 2008 QG39  | 24 ago 2008 | Kitt Peak            | Spacewatch               | —         | MPC                           |
| 295484         | 2008 QX47  | 23 ago 2008 | Socorro              | LINEAR                   | —         | MPC                           |
| 295485         | 2008 QB48  | 26 ago 2008 | Socorro              | LINEAR                   | Brangane  | MPC                           |
| 295486         | 2008 RP2   | 2 set 2008  | Kitt Peak            | Spacewatch               | —         | MPC                           |
| 295487         | 2008 RO3   | 2 set 2008  | Kitt Peak            | Spacewatch               | —         | MPC                           |
| 295488         | 2008 RF14  | 4 set 2008  | Kitt Peak            | Spacewatch               | Vesta     | MPC                           |
| 295489         | 2008 RO17  | 4 set 2008  | Kitt Peak            | Spacewatch               | —         | MPC                           |
| 295490         | 2008 RD18  | 4 set 2008  | Kitt Peak            | Spacewatch               | Vesta     | MPC                           |
| 295491         | 2008 RO20  | 4 set 2008  | Kitt Peak            | Spacewatch               | Vesta     | MPC                           |
| 295492         | 2008 RT22  | 5 set 2008  | Andrushivka          | Andrushivka Obs.         | —         | MPC                           |
| 295493         | 2008 RL23  | 4 set 2008  | Socorro              | LINEAR                   | —         | MPC                           |
| 295494         | 2008 RQ32  | 2 set 2008  | Kitt Peak            | Spacewatch               | —         | MPC                           |
| 295495         | 2008 RU32  | 2 set 2008  | Kitt Peak            | Spacewatch               | —         | MPC                           |
| 295496         | 2008 RV35  | 2 set 2008  | Kitt Peak            | Spacewatch               | —         | MPC                           |
| 295497         | 2008 RE37  | 2 set 2008  | Kitt Peak            | Spacewatch               | Vesta     | MPC                           |
| 295498         | 2008 RN41  | 2 set 2008  | Kitt Peak            | Spacewatch               | —         | MPC                           |
| 295499         | 2008 RW44  | 2 set 2008  | Kitt Peak            | Spacewatch               | —         | MPC                           |
| 295500         | 2008 RQ45  | 2 set 2008  | Kitt Peak            | Spacewatch               | Vesta     | MPC                           |

## 295501–295600
| Designação      | Designação | Descoberta  | Descoberta       | Descobridor(es)     | Categoria | Mais informações / Referência |
| Permanente      | Provisória | Data        | Local            | Descobridor(es)     | Categoria | Mais informações / Referência |
| --------------- | ---------- | ----------- | ---------------- | ------------------- | --------- | ----------------------------- |
| 295501          | 2008 RG51  | 3 set 2008  | Kitt Peak        | Spacewatch          | —         | MPC                           |
| 295502          | 2008 RM51  | 3 set 2008  | Kitt Peak        | Spacewatch          | Vesta     | MPC                           |
| 295503          | 2008 RE55  | 3 set 2008  | Kitt Peak        | Spacewatch          | Vesta     | MPC                           |
| 295504          | 2008 RF57  | 3 set 2008  | Kitt Peak        | Spacewatch          | Vesta     | MPC                           |
| 295505          | 2008 RD60  | 4 set 2008  | Kitt Peak        | Spacewatch          | —         | MPC                           |
| 295506          | 2008 RR62  | 4 set 2008  | Kitt Peak        | Spacewatch          | —         | MPC                           |
| 295507          | 2008 RO64  | 4 set 2008  | Kitt Peak        | Spacewatch          | —         | MPC                           |
| 295508          | 2008 RX66  | 4 set 2008  | Kitt Peak        | Spacewatch          | —         | MPC                           |
| 295509          | 2008 RQ73  | 6 set 2008  | Catalina         | CSS                 | Vesta     | MPC                           |
| 295510          | 2008 RE74  | 6 set 2008  | Catalina         | CSS                 | —         | MPC                           |
| 295511          | 2008 RH75  | 6 set 2008  | Catalina         | CSS                 | —         | MPC                           |
| 295512          | 2008 RR75  | 6 set 2008  | Mount Lemmon     | Mount Lemmon Survey | —         | MPC                           |
| 295513          | 2008 RR82  | 4 set 2008  | Kitt Peak        | Spacewatch          | Vesta     | MPC                           |
| 295514          | 2008 RW86  | 5 set 2008  | Kitt Peak        | Spacewatch          | Brangane  | MPC                           |
| 295515          | 2008 RP88  | 5 set 2008  | Kitt Peak        | Spacewatch          | —         | MPC                           |
| 295516          | 2008 RN92  | 6 set 2008  | Kitt Peak        | Spacewatch          | —         | MPC                           |
| 295517          | 2008 RP102 | 4 set 2008  | Kitt Peak        | Spacewatch          | —         | MPC                           |
| 295518          | 2008 RF103 | 5 set 2008  | Kitt Peak        | Spacewatch          | —         | MPC                           |
| 295519          | 2008 RK109 | 2 set 2008  | Kitt Peak        | Spacewatch          | Ursula    | MPC                           |
| 295520          | 2008 RP112 | 5 set 2008  | Kitt Peak        | Spacewatch          | Vesta     | MPC                           |
| 295521          | 2008 RA114 | 6 set 2008  | Kitt Peak        | Spacewatch          | —         | MPC                           |
| 295522          | 2008 RV115 | 7 set 2008  | Mount Lemmon     | Mount Lemmon Survey | —         | MPC                           |
| 295523          | 2008 RA116 | 7 set 2008  | Mount Lemmon     | Mount Lemmon Survey | —         | MPC                           |
| 295524          | 2008 RY116 | 7 set 2008  | Mount Lemmon     | Mount Lemmon Survey | Ursula    | MPC                           |
| 295525          | 2008 RK117 | 9 set 2008  | Mount Lemmon     | Mount Lemmon Survey | —         | MPC                           |
| 295526          | 2008 RC118 | 9 set 2008  | Mount Lemmon     | Mount Lemmon Survey | —         | MPC                           |
| 295527          | 2008 RV119 | 4 set 2008  | Kitt Peak        | Spacewatch          | Vesta     | MPC                           |
| 295528          | 2008 RZ119 | 6 set 2008  | Kitt Peak        | Spacewatch          | Vesta     | MPC                           |
| 295529          | 2008 RK121 | 2 set 2008  | Kitt Peak        | Spacewatch          | Vesta     | MPC                           |
| 295530          | 2008 RC124 | 6 set 2008  | Mount Lemmon     | Mount Lemmon Survey | Vesta     | MPC                           |
| 295531          | 2008 RK125 | 7 set 2008  | Mount Lemmon     | Mount Lemmon Survey | Vesta     | MPC                           |
| 295532          | 2008 RV127 | 6 set 2008  | Mount Lemmon     | Mount Lemmon Survey | —         | MPC                           |
| 295533          | 2008 RV131 | 7 set 2008  | Catalina         | CSS                 | —         | MPC                           |
| 295534          | 2008 RH133 | 6 set 2008  | Catalina         | CSS                 | —         | MPC                           |
| 295535          | 2008 RH134 | 6 set 2008  | Catalina         | CSS                 | —         | MPC                           |
| 295536          | 2008 RD138 | 6 set 2008  | Mount Lemmon     | Mount Lemmon Survey | —         | MPC                           |
| 295537          | 2008 RF138 | 6 set 2008  | Catalina         | CSS                 | —         | MPC                           |
| 295538          | 2008 RO141 | 6 set 2008  | Mount Lemmon     | Mount Lemmon Survey | —         | MPC                           |
| 295539          | 2008 RL142 | 7 set 2008  | Socorro          | LINEAR              | —         | MPC                           |
| 295540          | 2008 RR142 | 7 set 2008  | Socorro          | LINEAR              | —         | MPC                           |
| 295541          | 2008 SK1   | 22 set 2008 | Sierra Stars     | F. Tozzi            | —         | MPC                           |
| 295542          | 2008 SC2   | 22 set 2008 | Hibiscus         | N. Teamo            | Maria     | MPC                           |
| 295543          | 2008 SK3   | 22 set 2008 | Socorro          | LINEAR              | Mitidika  | MPC                           |
| 295544          | 2008 SK7   | 22 set 2008 | Goodricke-Pigott | R. A. Tucker        | —         | MPC                           |
| 295545          | 2008 SF9   | 22 set 2008 | Socorro          | LINEAR              | —         | MPC                           |
| 295546          | 2008 SB11  | 23 set 2008 | Socorro          | LINEAR              | Phocaea   | MPC                           |
| 295547          | 2008 SU13  | 19 set 2008 | Kitt Peak        | Spacewatch          | —         | MPC                           |
| 295548          | 2008 SR14  | 19 set 2008 | Kitt Peak        | Spacewatch          | —         | MPC                           |
| 295549          | 2008 SL20  | 19 set 2008 | Kitt Peak        | Spacewatch          | —         | MPC                           |
| 295550          | 2008 SC21  | 19 set 2008 | Kitt Peak        | Spacewatch          | —         | MPC                           |
| 295551          | 2008 SH26  | 19 set 2008 | Kitt Peak        | Spacewatch          | —         | MPC                           |
| 295552          | 2008 SU41  | 20 set 2008 | Mount Lemmon     | Mount Lemmon Survey | —         | MPC                           |
| 295553          | 2008 SO42  | 20 set 2008 | Kitt Peak        | Spacewatch          | Vesta     | MPC                           |
| 295554          | 2008 SS42  | 20 set 2008 | Kitt Peak        | Spacewatch          | —         | MPC                           |
| 295555          | 2008 SX52  | 20 set 2008 | Mount Lemmon     | Mount Lemmon Survey | —         | MPC                           |
| 295556          | 2008 SJ54  | 20 set 2008 | Mount Lemmon     | Mount Lemmon Survey | —         | MPC                           |
| 295557          | 2008 SQ54  | 20 set 2008 | Mount Lemmon     | Mount Lemmon Survey | —         | MPC                           |
| 295558          | 2008 SM55  | 20 set 2008 | Mount Lemmon     | Mount Lemmon Survey | Vesta     | MPC                           |
| 295559          | 2008 SC56  | 20 set 2008 | Kitt Peak        | Spacewatch          | —         | MPC                           |
| 295560          | 2008 SV62  | 21 set 2008 | Kitt Peak        | Spacewatch          | —         | MPC                           |
| 295561          | 2008 SX65  | 21 set 2008 | Mount Lemmon     | Mount Lemmon Survey | Brangane  | MPC                           |
| 295562          | 2008 SO66  | 21 set 2008 | Catalina         | CSS                 | —         | MPC                           |
| 295563          | 2008 SJ68  | 21 set 2008 | Mount Lemmon     | Mount Lemmon Survey | —         | MPC                           |
| 295564          | 2008 ST72  | 22 set 2008 | Mount Lemmon     | Mount Lemmon Survey | —         | MPC                           |
| 295565 Hannover | 2008 SL83  | 27 set 2008 | Taunus           | S. Karge, E. Schwab | —         | MPC                           |
| 295566          | 2008 ST83  | 28 set 2008 | Altschwendt      | W. Ries             | —         | MPC                           |
| 295567          | 2008 SF86  | 20 set 2008 | Kitt Peak        | Spacewatch          | —         | MPC                           |
| 295568          | 2008 SJ91  | 21 set 2008 | Kitt Peak        | Spacewatch          | Brangane  | MPC                           |
| 295569          | 2008 SF92  | 21 set 2008 | Kitt Peak        | Spacewatch          | Eos       | MPC                           |
| 295570          | 2008 SN95  | 21 set 2008 | Kitt Peak        | Spacewatch          | —         | MPC                           |
| 295571          | 2008 SA96  | 21 set 2008 | Kitt Peak        | Spacewatch          | —         | MPC                           |
| 295572          | 2008 SH98  | 21 set 2008 | Kitt Peak        | Spacewatch          | —         | MPC                           |
| 295573          | 2008 SQ102 | 21 set 2008 | Mount Lemmon     | Mount Lemmon Survey | —         | MPC                           |
| 295574          | 2008 SW103 | 21 set 2008 | Kitt Peak        | Spacewatch          | —         | MPC                           |
| 295575          | 2008 SX104 | 21 set 2008 | Kitt Peak        | Spacewatch          | —         | MPC                           |
| 295576          | 2008 SB107 | 21 set 2008 | Kitt Peak        | Spacewatch          | —         | MPC                           |
| 295577          | 2008 SM107 | 22 set 2008 | Kitt Peak        | Spacewatch          | —         | MPC                           |
| 295578          | 2008 SM108 | 22 set 2008 | Mount Lemmon     | Mount Lemmon Survey | Vesta     | MPC                           |
| 295579          | 2008 SG110 | 22 set 2008 | Kitt Peak        | Spacewatch          | —         | MPC                           |
| 295580          | 2008 SO110 | 22 set 2008 | Kitt Peak        | Spacewatch          | —         | MPC                           |
| 295581          | 2008 ST112 | 22 set 2008 | Kitt Peak        | Spacewatch          | —         | MPC                           |
| 295582          | 2008 SW114 | 22 set 2008 | Kitt Peak        | Spacewatch          | —         | MPC                           |
| 295583          | 2008 SV117 | 22 set 2008 | Mount Lemmon     | Mount Lemmon Survey | —         | MPC                           |
| 295584          | 2008 SE123 | 22 set 2008 | Mount Lemmon     | Mount Lemmon Survey | —         | MPC                           |
| 295585          | 2008 SS124 | 22 set 2008 | Mount Lemmon     | Mount Lemmon Survey | —         | MPC                           |
| 295586          | 2008 SC129 | 22 set 2008 | Kitt Peak        | Spacewatch          | —         | MPC                           |
| 295587          | 2008 SL130 | 22 set 2008 | Kitt Peak        | Spacewatch          | —         | MPC                           |
| 295588          | 2008 SW132 | 22 set 2008 | Kitt Peak        | Spacewatch          | —         | MPC                           |
| 295589          | 2008 SZ132 | 22 set 2008 | Kitt Peak        | Spacewatch          | —         | MPC                           |
| 295590          | 2008 SR134 | 23 set 2008 | Kitt Peak        | Spacewatch          | —         | MPC                           |
| 295591          | 2008 SA136 | 23 set 2008 | Mount Lemmon     | Mount Lemmon Survey | Vesta     | MPC                           |
| 295592          | 2008 SF138 | 23 set 2008 | Kitt Peak        | Spacewatch          | —         | MPC                           |
| 295593          | 2008 SB139 | 23 set 2008 | Kitt Peak        | Spacewatch          | —         | MPC                           |
| 295594          | 2008 SL145 | 20 set 2008 | Kitt Peak        | Spacewatch          | —         | MPC                           |
| 295595          | 2008 SE146 | 23 set 2008 | Kitt Peak        | Spacewatch          | —         | MPC                           |
| 295596          | 2008 SL146 | 23 set 2008 | Kitt Peak        | Spacewatch          | Brangane  | MPC                           |
| 295597          | 2008 SP161 | 28 set 2008 | Socorro          | LINEAR              | —         | MPC                           |
| 295598          | 2008 SA168 | 28 set 2008 | Socorro          | LINEAR              | —         | MPC                           |
| 295599          | 2008 SY169 | 21 set 2008 | Mount Lemmon     | Mount Lemmon Survey | Vesta     | MPC                           |
| 295600          | 2008 SR173 | 22 set 2008 | Kitt Peak        | Spacewatch          | —         | MPC                           |

## 295601–295700
| Designação | Designação | Descoberta  | Descoberta    | Descobridor(es)       | Categoria | Mais informações / Referência |
| Permanente | Provisória | Data        | Local         | Descobridor(es)       | Categoria | Mais informações / Referência |
| ---------- | ---------- | ----------- | ------------- | --------------------- | --------- | ----------------------------- |
| 295601     | 2008 SJ175 | 23 set 2008 | Kitt Peak     | Spacewatch            | —         | MPC                           |
| 295602     | 2008 SN176 | 23 set 2008 | Mount Lemmon  | Mount Lemmon Survey   | —         | MPC                           |
| 295603     | 2008 SW176 | 23 set 2008 | Mount Lemmon  | Mount Lemmon Survey   | —         | MPC                           |
| 295604     | 2008 SO177 | 23 set 2008 | Kitt Peak     | Spacewatch            | —         | MPC                           |
| 295605     | 2008 SC181 | 24 set 2008 | Kitt Peak     | Spacewatch            | —         | MPC                           |
| 295606     | 2008 SP182 | 11 mar 2007 | Kitt Peak     | Spacewatch            | —         | MPC                           |
| 295607     | 2008 SD185 | 24 set 2008 | Kitt Peak     | Spacewatch            | —         | MPC                           |
| 295608     | 2008 SY187 | 25 set 2008 | Kitt Peak     | Spacewatch            | —         | MPC                           |
| 295609     | 2008 SA194 | 25 set 2008 | Kitt Peak     | Spacewatch            | —         | MPC                           |
| 295610     | 2008 SC194 | 25 set 2008 | Kitt Peak     | Spacewatch            | —         | MPC                           |
| 295611     | 2008 SM195 | 25 set 2008 | Kitt Peak     | Spacewatch            | —         | MPC                           |
| 295612     | 2008 SH196 | 25 set 2008 | Kitt Peak     | Spacewatch            | Phocaea   | MPC                           |
| 295613     | 2008 SB197 | 25 set 2008 | Kitt Peak     | Spacewatch            | —         | MPC                           |
| 295614     | 2008 SB198 | 25 set 2008 | Kitt Peak     | Spacewatch            | —         | MPC                           |
| 295615     | 2008 SB202 | 26 set 2008 | Kitt Peak     | Spacewatch            | —         | MPC                           |
| 295616     | 2008 SN204 | 26 set 2008 | Kitt Peak     | Spacewatch            | —         | MPC                           |
| 295617     | 2008 SA208 | 27 set 2008 | Catalina      | CSS                   | —         | MPC                           |
| 295618     | 2008 SL213 | 29 set 2008 | Mount Lemmon  | Mount Lemmon Survey   | Vesta     | MPC                           |
| 295619     | 2008 SJ218 | 30 set 2008 | La Sagra      | Mallorca Obs.         | —         | MPC                           |
| 295620     | 2008 SM223 | 25 set 2008 | Mount Lemmon  | Mount Lemmon Survey   | —         | MPC                           |
| 295621     | 2008 SO223 | 25 set 2008 | Mount Lemmon  | Mount Lemmon Survey   | Vesta     | MPC                           |
| 295622     | 2008 SH224 | 26 set 2008 | Kitt Peak     | Spacewatch            | —         | MPC                           |
| 295623     | 2008 ST224 | 26 set 2008 | Kitt Peak     | Spacewatch            | —         | MPC                           |
| 295624     | 2008 SC225 | 26 set 2008 | Kitt Peak     | Spacewatch            | —         | MPC                           |
| 295625     | 2008 SM232 | 28 set 2008 | Mount Lemmon  | Mount Lemmon Survey   | Vesta     | MPC                           |
| 295626     | 2008 SS235 | 28 set 2008 | Kitt Peak     | Spacewatch            | —         | MPC                           |
| 295627     | 2008 SF236 | 29 set 2008 | Kitt Peak     | Spacewatch            | Vesta     | MPC                           |
| 295628     | 2008 SP236 | 29 set 2008 | Kitt Peak     | Spacewatch            | —         | MPC                           |
| 295629     | 2008 SA237 | 29 set 2008 | Kitt Peak     | Spacewatch            | —         | MPC                           |
| 295630     | 2008 SZ244 | 29 set 2008 | Catalina      | CSS                   | Vesta     | MPC                           |
| 295631     | 2008 SR248 | 21 set 2008 | Kitt Peak     | Spacewatch            | —         | MPC                           |
| 295632     | 2008 SS249 | 23 set 2008 | Kitt Peak     | Spacewatch            | —         | MPC                           |
| 295633     | 2008 SP251 | 25 set 2008 | Kitt Peak     | Spacewatch            | —         | MPC                           |
| 295634     | 2008 SJ253 | 21 set 2008 | Catalina      | CSS                   | Vesta     | MPC                           |
| 295635     | 2008 SN253 | 21 set 2008 | Kitt Peak     | Spacewatch            | —         | MPC                           |
| 295636     | 2008 SO253 | 21 set 2008 | Kitt Peak     | Spacewatch            | —         | MPC                           |
| 295637     | 2008 SE254 | 22 set 2008 | Kitt Peak     | Spacewatch            | —         | MPC                           |
| 295638     | 2008 SN254 | 22 set 2008 | Mount Lemmon  | Mount Lemmon Survey   | —         | MPC                           |
| 295639     | 2008 SF256 | 20 set 2008 | Kitt Peak     | Spacewatch            | Themis    | MPC                           |
| 295640     | 2008 SZ257 | 22 set 2008 | Mount Lemmon  | Mount Lemmon Survey   | —         | MPC                           |
| 295641     | 2008 SE261 | 23 set 2008 | Kitt Peak     | Spacewatch            | —         | MPC                           |
| 295642     | 2008 SW264 | 26 set 2008 | Kitt Peak     | Spacewatch            | —         | MPC                           |
| 295643     | 2008 SR273 | 28 set 2008 | Kitt Peak     | Spacewatch            | —         | MPC                           |
| 295644     | 2008 SH278 | 29 set 2008 | Mount Lemmon  | Mount Lemmon Survey   | Vesta     | MPC                           |
| 295645     | 2008 SP279 | 24 set 2008 | Kitt Peak     | Spacewatch            | Vesta     | MPC                           |
| 295646     | 2008 SG280 | 29 set 2008 | Kitt Peak     | Spacewatch            | —         | MPC                           |
| 295647     | 2008 SC293 | 22 set 2008 | Catalina      | CSS                   | —         | MPC                           |
| 295648     | 2008 SR297 | 28 set 2008 | Mount Lemmon  | Mount Lemmon Survey   | —         | MPC                           |
| 295649     | 2008 SX301 | 23 set 2008 | Socorro       | LINEAR                | —         | MPC                           |
| 295650     | 2008 SD305 | 26 set 2008 | Kitt Peak     | Spacewatch            | —         | MPC                           |
| 295651     | 2008 ST307 | 29 set 2008 | Mount Lemmon  | Mount Lemmon Survey   | —         | MPC                           |
| 295652     | 2008 TT    | 1 out 2008  | Hibiscus      | S. F. Hönig, N. Teamo | —         | MPC                           |
| 295653     | 2008 TX4   | 1 out 2008  | La Sagra      | Mallorca Obs.         | Vesta     | MPC                           |
| 295654     | 2008 TQ6   | 3 out 2008  | La Sagra      | Mallorca Obs.         | —         | MPC                           |
| 295655     | 2008 TJ7   | 3 out 2008  | La Sagra      | Mallorca Obs.         | —         | MPC                           |
| 295656     | 2008 TV7   | 4 out 2008  | La Sagra      | Mallorca Obs.         | —         | MPC                           |
| 295657     | 2008 TP19  | 1 out 2008  | Mount Lemmon  | Mount Lemmon Survey   | —         | MPC                           |
| 295658     | 2008 TB30  | 1 out 2008  | Mount Lemmon  | Mount Lemmon Survey   | —         | MPC                           |
| 295659     | 2008 TM33  | 1 out 2008  | Kitt Peak     | Spacewatch            | —         | MPC                           |
| 295660     | 2008 TA41  | 1 out 2008  | Mount Lemmon  | Mount Lemmon Survey   | —         | MPC                           |
| 295661     | 2008 TZ43  | 1 out 2008  | Mount Lemmon  | Mount Lemmon Survey   | —         | MPC                           |
| 295662     | 2008 TH45  | 1 out 2008  | Mount Lemmon  | Mount Lemmon Survey   | —         | MPC                           |
| 295663     | 2008 TK47  | 1 out 2008  | Kitt Peak     | Spacewatch            | —         | MPC                           |
| 295664     | 2008 TT48  | 2 out 2008  | Kitt Peak     | Spacewatch            | —         | MPC                           |
| 295665     | 2008 TG55  | 2 out 2008  | Kitt Peak     | Spacewatch            | —         | MPC                           |
| 295666     | 2008 TA59  | 2 out 2008  | Kitt Peak     | Spacewatch            | —         | MPC                           |
| 295667     | 2008 TG60  | 2 out 2008  | Mount Lemmon  | Mount Lemmon Survey   | —         | MPC                           |
| 295668     | 2008 TT63  | 2 out 2008  | Kitt Peak     | Spacewatch            | —         | MPC                           |
| 295669     | 2008 TD68  | 2 out 2008  | Kitt Peak     | Spacewatch            | —         | MPC                           |
| 295670     | 2008 TP78  | 2 out 2008  | Mount Lemmon  | Mount Lemmon Survey   | —         | MPC                           |
| 295671     | 2008 TH81  | 2 out 2008  | Mount Lemmon  | Mount Lemmon Survey   | —         | MPC                           |
| 295672     | 2008 TO82  | 3 out 2008  | La Sagra      | Mallorca Obs.         | —         | MPC                           |
| 295673     | 2008 TK85  | 3 out 2008  | Mount Lemmon  | Mount Lemmon Survey   | —         | MPC                           |
| 295674     | 2008 TS87  | 3 out 2008  | Kitt Peak     | Spacewatch            | —         | MPC                           |
| 295675     | 2008 TF91  | 3 out 2008  | La Sagra      | Mallorca Obs.         | Vesta     | MPC                           |
| 295676     | 2008 TQ92  | 4 out 2008  | La Sagra      | Mallorca Obs.         | Vesta     | MPC                           |
| 295677     | 2008 TH94  | 5 out 2008  | La Sagra      | Mallorca Obs.         | —         | MPC                           |
| 295678     | 2008 TV94  | 5 out 2008  | La Sagra      | Mallorca Obs.         | —         | MPC                           |
| 295679     | 2008 TA99  | 6 out 2008  | Kitt Peak     | Spacewatch            | —         | MPC                           |
| 295680     | 2008 TS99  | 6 out 2008  | Kitt Peak     | Spacewatch            | Mitidika  | MPC                           |
| 295681     | 2008 TD101 | 6 out 2008  | Kitt Peak     | Spacewatch            | Vesta     | MPC                           |
| 295682     | 2008 TE111 | 6 out 2008  | Catalina      | CSS                   | —         | MPC                           |
| 295683     | 2008 TP111 | 6 out 2008  | Catalina      | CSS                   | Eos       | MPC                           |
| 295684     | 2008 TW111 | 6 out 2008  | Catalina      | CSS                   | —         | MPC                           |
| 295685     | 2008 TX118 | 7 out 2008  | Kitt Peak     | Spacewatch            | —         | MPC                           |
| 295686     | 2008 TA119 | 7 out 2008  | Kitt Peak     | Spacewatch            | Vesta     | MPC                           |
| 295687     | 2008 TX126 | 8 out 2008  | Kitt Peak     | Spacewatch            | —         | MPC                           |
| 295688     | 2008 TO128 | 8 out 2008  | Catalina      | CSS                   | —         | MPC                           |
| 295689     | 2008 TC137 | 8 out 2008  | Kitt Peak     | Spacewatch            | —         | MPC                           |
| 295690     | 2008 TP138 | 8 out 2008  | Mount Lemmon  | Mount Lemmon Survey   | —         | MPC                           |
| 295691     | 2008 TM144 | 9 out 2008  | Mount Lemmon  | Mount Lemmon Survey   | —         | MPC                           |
| 295692     | 2008 TW150 | 9 out 2008  | Mount Lemmon  | Mount Lemmon Survey   | —         | MPC                           |
| 295693     | 2008 TJ158 | 8 out 2008  | Siding Spring | SSS                   | —         | MPC                           |
| 295694     | 2008 TW161 | 8 out 2008  | Kitt Peak     | Spacewatch            | —         | MPC                           |
| 295695     | 2008 TC166 | 6 out 2008  | Mount Lemmon  | Mount Lemmon Survey   | —         | MPC                           |
| 295696     | 2008 TW167 | 10 out 2008 | Kitt Peak     | Spacewatch            | —         | MPC                           |
| 295697     | 2008 TD169 | 6 out 2008  | Kitt Peak     | Spacewatch            | Brangane  | MPC                           |
| 295698     | 2008 TN171 | 3 out 2008  | Mount Lemmon  | Mount Lemmon Survey   | —         | MPC                           |
| 295699     | 2008 TC173 | 1 out 2008  | Mount Lemmon  | Mount Lemmon Survey   | Vesta     | MPC                           |
| 295700     | 2008 TQ174 | 6 out 2008  | Mount Lemmon  | Mount Lemmon Survey   | —         | MPC                           |

## 295701–295800
| Designação | Designação | Descoberta  | Descoberta     | Descobridor(es)     | Categoria | Mais informações / Referência |
| Permanente | Provisória | Data        | Local          | Descobridor(es)     | Categoria | Mais informações / Referência |
| ---------- | ---------- | ----------- | -------------- | ------------------- | --------- | ----------------------------- |
| 295701     | 2008 TW174 | 8 out 2008  | Kitt Peak      | Spacewatch          | Vesta     | MPC                           |
| 295702     | 2008 TS183 | 2 out 2008  | Kitt Peak      | Spacewatch          | —         | MPC                           |
| 295703     | 2008 TQ185 | 6 out 2008  | Mount Lemmon   | Mount Lemmon Survey | —         | MPC                           |
| 295704     | 2008 TZ189 | 10 out 2008 | Mount Lemmon   | Mount Lemmon Survey | —         | MPC                           |
| 295705     | 2008 TB190 | 1 out 2008  | Mount Lemmon   | Mount Lemmon Survey | —         | MPC                           |
| 295706     | 2008 UG3   | 24 out 2008 | Mount Lemmon   | Mount Lemmon Survey | —         | MPC                           |
| 295707     | 2008 UA10  | 17 out 2008 | Kitt Peak      | Spacewatch          | —         | MPC                           |
| 295708     | 2008 UC11  | 17 out 2008 | Kitt Peak      | Spacewatch          | —         | MPC                           |
| 295709     | 2008 UY12  | 17 out 2008 | Kitt Peak      | Spacewatch          | —         | MPC                           |
| 295710     | 2008 UM15  | 18 out 2008 | Kitt Peak      | Spacewatch          | Vesta     | MPC                           |
| 295711     | 2008 UV26  | 20 out 2008 | Kitt Peak      | Spacewatch          | Mitidika  | MPC                           |
| 295712     | 2008 UG28  | 20 out 2008 | Kitt Peak      | Spacewatch          | —         | MPC                           |
| 295713     | 2008 UT29  | 20 out 2008 | Kitt Peak      | Spacewatch          | —         | MPC                           |
| 295714     | 2008 UN33  | 20 out 2008 | Mount Lemmon   | Mount Lemmon Survey | —         | MPC                           |
| 295715     | 2008 UM34  | 20 out 2008 | Kitt Peak      | Spacewatch          | —         | MPC                           |
| 295716     | 2008 UP35  | 20 out 2008 | Mount Lemmon   | Mount Lemmon Survey | —         | MPC                           |
| 295717     | 2008 UY37  | 20 out 2008 | Kitt Peak      | Spacewatch          | —         | MPC                           |
| 295718     | 2008 UN38  | 20 out 2008 | Kitt Peak      | Spacewatch          | —         | MPC                           |
| 295719     | 2008 UD40  | 20 out 2008 | Kitt Peak      | Spacewatch          | Pallas    | MPC                           |
| 295720     | 2008 UT42  | 20 out 2008 | Kitt Peak      | Spacewatch          | Juno      | MPC                           |
| 295721     | 2008 UZ42  | 20 out 2008 | Kitt Peak      | Spacewatch          | —         | MPC                           |
| 295722     | 2008 UU47  | 20 out 2008 | Kitt Peak      | Spacewatch          | —         | MPC                           |
| 295723     | 2008 UR51  | 20 out 2008 | Kitt Peak      | Spacewatch          | —         | MPC                           |
| 295724     | 2008 UD53  | 20 out 2008 | Mount Lemmon   | Mount Lemmon Survey | —         | MPC                           |
| 295725     | 2008 UE54  | 20 out 2008 | Kitt Peak      | Spacewatch          | —         | MPC                           |
| 295726     | 2008 UE58  | 21 out 2008 | Kitt Peak      | Spacewatch          | —         | MPC                           |
| 295727     | 2008 UF60  | 21 out 2008 | Kitt Peak      | Spacewatch          | —         | MPC                           |
| 295728     | 2008 UQ60  | 21 out 2008 | Kitt Peak      | Spacewatch          | —         | MPC                           |
| 295729     | 2008 UG61  | 21 out 2008 | Kitt Peak      | Spacewatch          | —         | MPC                           |
| 295730     | 2008 UD62  | 21 out 2008 | Kitt Peak      | Spacewatch          | —         | MPC                           |
| 295731     | 2008 UO62  | 21 out 2008 | Kitt Peak      | Spacewatch          | —         | MPC                           |
| 295732     | 2008 UP64  | 21 out 2008 | Mount Lemmon   | Mount Lemmon Survey | —         | MPC                           |
| 295733     | 2008 UW65  | 21 out 2008 | Kitt Peak      | Spacewatch          | —         | MPC                           |
| 295734     | 2008 UE66  | 21 out 2008 | Kitt Peak      | Spacewatch          | —         | MPC                           |
| 295735     | 2008 UY71  | 21 out 2008 | Kitt Peak      | Spacewatch          | —         | MPC                           |
| 295736     | 2008 UD73  | 21 out 2008 | Kitt Peak      | Spacewatch          | —         | MPC                           |
| 295737     | 2008 UW79  | 22 out 2008 | Kitt Peak      | Spacewatch          | —         | MPC                           |
| 295738     | 2008 UT83  | 22 out 2008 | Mount Lemmon   | Mount Lemmon Survey | —         | MPC                           |
| 295739     | 2008 UM86  | 23 out 2008 | Kitt Peak      | Spacewatch          | —         | MPC                           |
| 295740     | 2008 UL88  | 24 out 2008 | Mount Lemmon   | Mount Lemmon Survey | —         | MPC                           |
| 295741     | 2008 UJ94  | 26 out 2008 | Socorro        | LINEAR              | —         | MPC                           |
| 295742     | 2008 UF95  | 25 out 2008 | Wildberg       | R. Apitzsch         | —         | MPC                           |
| 295743     | 2008 UK96  | 24 out 2008 | Socorro        | LINEAR              | —         | MPC                           |
| 295744     | 2008 UC98  | 26 out 2008 | Socorro        | LINEAR              | —         | MPC                           |
| 295745     | 2008 UH98  | 26 out 2008 | Socorro        | LINEAR              | —         | MPC                           |
| 295746     | 2008 UN100 | 30 out 2008 | Cordell-Lorenz | D. T. Durig         | Vesta     | MPC                           |
| 295747     | 2008 UR113 | 22 out 2008 | Kitt Peak      | Spacewatch          | —         | MPC                           |
| 295748     | 2008 UL114 | 22 out 2008 | Kitt Peak      | Spacewatch          | —         | MPC                           |
| 295749     | 2008 UZ115 | 22 out 2008 | Kitt Peak      | Spacewatch          | —         | MPC                           |
| 295750     | 2008 UN116 | 22 out 2008 | Kitt Peak      | Spacewatch          | —         | MPC                           |
| 295751     | 2008 UW117 | 22 out 2008 | Kitt Peak      | Spacewatch          | —         | MPC                           |
| 295752     | 2008 UP119 | 30 dez 2005 | Kitt Peak      | Spacewatch          | —         | MPC                           |
| 295753     | 2008 UY129 | 23 out 2008 | Kitt Peak      | Spacewatch          | —         | MPC                           |
| 295754     | 2008 UM131 | 23 out 2008 | Kitt Peak      | Spacewatch          | —         | MPC                           |
| 295755     | 2008 UQ138 | 23 out 2008 | Kitt Peak      | Spacewatch          | —         | MPC                           |
| 295756     | 2008 UD144 | 23 out 2008 | Kitt Peak      | Spacewatch          | —         | MPC                           |
| 295757     | 2008 UT146 | 23 out 2008 | Kitt Peak      | Spacewatch          | —         | MPC                           |
| 295758     | 2008 UM147 | 23 out 2008 | Kitt Peak      | Spacewatch          | —         | MPC                           |
| 295759     | 2008 UO151 | 23 out 2008 | Kitt Peak      | Spacewatch          | —         | MPC                           |
| 295760     | 2008 UZ152 | 23 out 2008 | Mount Lemmon   | Mount Lemmon Survey | —         | MPC                           |
| 295761     | 2008 UL155 | 23 out 2008 | Mount Lemmon   | Mount Lemmon Survey | —         | MPC                           |
| 295762     | 2008 UN156 | 23 out 2008 | Kitt Peak      | Spacewatch          | —         | MPC                           |
| 295763     | 2008 UQ158 | 23 out 2008 | Kitt Peak      | Spacewatch          | —         | MPC                           |
| 295764     | 2008 UB160 | 23 out 2008 | Kitt Peak      | Spacewatch          | —         | MPC                           |
| 295765     | 2008 UK163 | 24 out 2008 | Kitt Peak      | Spacewatch          | —         | MPC                           |
| 295766     | 2008 UF164 | 24 out 2008 | Kitt Peak      | Spacewatch          | —         | MPC                           |
| 295767     | 2008 UK170 | 24 out 2008 | Catalina       | CSS                 | —         | MPC                           |
| 295768     | 2008 UT171 | 24 out 2008 | Kitt Peak      | Spacewatch          | —         | MPC                           |
| 295769     | 2008 UV180 | 24 out 2008 | Kitt Peak      | Spacewatch          | —         | MPC                           |
| 295770     | 2008 UL181 | 24 out 2008 | Mount Lemmon   | Mount Lemmon Survey | —         | MPC                           |
| 295771     | 2008 UD187 | 24 out 2008 | Kitt Peak      | Spacewatch          | —         | MPC                           |
| 295772     | 2008 UG187 | 24 out 2008 | Kitt Peak      | Spacewatch          | —         | MPC                           |
| 295773     | 2008 UR198 | 26 out 2008 | Socorro        | LINEAR              | —         | MPC                           |
| 295774     | 2008 US200 | 27 out 2008 | Socorro        | LINEAR              | —         | MPC                           |
| 295775     | 2008 UO201 | 28 out 2008 | Socorro        | LINEAR              | —         | MPC                           |
| 295776     | 2008 UY203 | 28 out 2008 | Socorro        | LINEAR              | —         | MPC                           |
| 295777     | 2008 UL204 | 28 out 2008 | Socorro        | LINEAR              | Juno      | MPC                           |
| 295778     | 2008 UZ207 | 23 out 2008 | Kitt Peak      | Spacewatch          | —         | MPC                           |
| 295779     | 2008 UH208 | 23 out 2008 | Kitt Peak      | Spacewatch          | —         | MPC                           |
| 295780     | 2008 UG213 | 24 out 2008 | Catalina       | CSS                 | —         | MPC                           |
| 295781     | 2008 UQ216 | 25 out 2008 | Kitt Peak      | Spacewatch          | —         | MPC                           |
| 295782     | 2008 UD225 | 25 out 2008 | Kitt Peak      | Spacewatch          | Eos       | MPC                           |
| 295783     | 2008 UN225 | 25 out 2008 | Kitt Peak      | Spacewatch          | —         | MPC                           |
| 295784     | 2008 UB227 | 25 out 2008 | Kitt Peak      | Spacewatch          | —         | MPC                           |
| 295785     | 2008 UE228 | 25 out 2008 | Kitt Peak      | Spacewatch          | —         | MPC                           |
| 295786     | 2008 UG229 | 25 out 2008 | Kitt Peak      | Spacewatch          | —         | MPC                           |
| 295787     | 2008 UT229 | 25 out 2008 | Kitt Peak      | Spacewatch          | —         | MPC                           |
| 295788     | 2008 UY231 | 26 out 2008 | Kitt Peak      | Spacewatch          | —         | MPC                           |
| 295789     | 2008 US248 | 26 out 2008 | Kitt Peak      | Spacewatch          | —         | MPC                           |
| 295790     | 2008 UP255 | 6 set 2004  | Ottmarsheim    | C. Rinner           | —         | MPC                           |
| 295791     | 2008 UF258 | 27 out 2008 | Kitt Peak      | Spacewatch          | —         | MPC                           |
| 295792     | 2008 UP258 | 27 out 2008 | Kitt Peak      | Spacewatch          | —         | MPC                           |
| 295793     | 2008 UG268 | 28 out 2008 | Kitt Peak      | Spacewatch          | —         | MPC                           |
| 295794     | 2008 UH269 | 28 out 2008 | Kitt Peak      | Spacewatch          | —         | MPC                           |
| 295795     | 2008 UA272 | 28 out 2008 | Kitt Peak      | Spacewatch          | —         | MPC                           |
| 295796     | 2008 UV273 | 28 out 2008 | Kitt Peak      | Spacewatch          | —         | MPC                           |
| 295797     | 2008 UR276 | 28 out 2008 | Mount Lemmon   | Mount Lemmon Survey | —         | MPC                           |
| 295798     | 2008 UL277 | 28 out 2008 | Mount Lemmon   | Mount Lemmon Survey | —         | MPC                           |
| 295799     | 2008 UY279 | 28 out 2008 | Mount Lemmon   | Mount Lemmon Survey | —         | MPC                           |
| 295800     | 2008 UR286 | 28 out 2008 | Mount Lemmon   | Mount Lemmon Survey | —         | MPC                           |

## 295801–295900
| Designação | Designação | Descoberta  | Descoberta       | Descobridor(es)     | Categoria | Mais informações / Referência |
| Permanente | Provisória | Data        | Local            | Descobridor(es)     | Categoria | Mais informações / Referência |
| ---------- | ---------- | ----------- | ---------------- | ------------------- | --------- | ----------------------------- |
| 295801     | 2008 UC291 | 28 out 2008 | Kitt Peak        | Spacewatch          | —         | MPC                           |
| 295802     | 2008 UY291 | 29 out 2008 | Kitt Peak        | Spacewatch          | —         | MPC                           |
| 295803     | 2008 UQ294 | 29 out 2008 | Kitt Peak        | Spacewatch          | —         | MPC                           |
| 295804     | 2008 UE303 | 29 out 2008 | Kitt Peak        | Spacewatch          | —         | MPC                           |
| 295805     | 2008 UK305 | 30 out 2008 | Kitt Peak        | Spacewatch          | —         | MPC                           |
| 295806     | 2008 UW306 | 30 out 2008 | Kitt Peak        | Spacewatch          | —         | MPC                           |
| 295807     | 2008 UA307 | 30 out 2008 | Catalina         | CSS                 | —         | MPC                           |
| 295808     | 2008 UH313 | 30 out 2008 | Catalina         | CSS                 | —         | MPC                           |
| 295809     | 2008 UX316 | 30 out 2008 | Mount Lemmon     | Mount Lemmon Survey | Mitidika  | MPC                           |
| 295810     | 2008 UB317 | 30 out 2008 | Kitt Peak        | Spacewatch          | —         | MPC                           |
| 295811     | 2008 UM321 | 31 out 2008 | Mount Lemmon     | Mount Lemmon Survey | —         | MPC                           |
| 295812     | 2008 UW324 | 31 out 2008 | Mount Lemmon     | Mount Lemmon Survey | —         | MPC                           |
| 295813     | 2008 UX326 | 31 out 2008 | Mount Lemmon     | Mount Lemmon Survey | —         | MPC                           |
| 295814     | 2008 US328 | 30 out 2008 | Mount Lemmon     | Mount Lemmon Survey | —         | MPC                           |
| 295815     | 2008 UE330 | 31 out 2008 | Kitt Peak        | Spacewatch          | —         | MPC                           |
| 295816     | 2008 UV331 | 31 out 2008 | Mount Lemmon     | Mount Lemmon Survey | —         | MPC                           |
| 295817     | 2008 US335 | 20 out 2008 | Kitt Peak        | Spacewatch          | —         | MPC                           |
| 295818     | 2008 UX335 | 20 out 2008 | Kitt Peak        | Spacewatch          | —         | MPC                           |
| 295819     | 2008 UF336 | 20 out 2008 | Kitt Peak        | Spacewatch          | —         | MPC                           |
| 295820     | 2008 UE337 | 20 out 2008 | Kitt Peak        | Spacewatch          | —         | MPC                           |
| 295821     | 2008 UN338 | 21 out 2008 | Kitt Peak        | Spacewatch          | —         | MPC                           |
| 295822     | 2008 UJ344 | 30 out 2008 | Catalina         | CSS                 | —         | MPC                           |
| 295823     | 2008 UU344 | 30 out 2008 | Kitt Peak        | Spacewatch          | —         | MPC                           |
| 295824     | 2008 UX346 | 24 out 2008 | Mount Lemmon     | Mount Lemmon Survey | —         | MPC                           |
| 295825     | 2008 UY348 | 26 out 2008 | Kitt Peak        | Spacewatch          | —         | MPC                           |
| 295826     | 2008 UG349 | 27 out 2008 | Mount Lemmon     | Mount Lemmon Survey | Mitidika  | MPC                           |
| 295827     | 2008 UX351 | 24 out 2008 | Catalina         | CSS                 | —         | MPC                           |
| 295828     | 2008 UA353 | 20 out 2008 | Kitt Peak        | Spacewatch          | Eos       | MPC                           |
| 295829     | 2008 UR355 | 26 out 2008 | Mount Lemmon     | Mount Lemmon Survey | —         | MPC                           |
| 295830     | 2008 UK360 | 21 out 2008 | Kitt Peak        | Spacewatch          | —         | MPC                           |
| 295831     | 2008 UK367 | 24 out 2008 | Socorro          | LINEAR              | —         | MPC                           |
| 295832     | 2008 UO370 | 28 out 2008 | Kitt Peak        | Spacewatch          | —         | MPC                           |
| 295833     | 2008 UT370 | 30 out 2008 | Kitt Peak        | Spacewatch          | —         | MPC                           |
| 295834     | 2008 VC1   | 1 nov 2008  | Kitami           | K. Endate           | —         | MPC                           |
| 295835     | 2008 VO1   | 2 nov 2008  | Socorro          | LINEAR              | —         | MPC                           |
| 295836     | 2008 VX1   | 2 nov 2008  | Socorro          | LINEAR              | —         | MPC                           |
| 295837     | 2008 VC3   | 3 nov 2008  | Socorro          | LINEAR              | —         | MPC                           |
| 295838     | 2008 VS6   | 1 nov 2008  | Mount Lemmon     | Mount Lemmon Survey | —         | MPC                           |
| 295839     | 2008 VB10  | 2 nov 2008  | Vail-Jarnac      | Jarnac Obs.         | —         | MPC                           |
| 295840     | 2008 VA12  | 2 nov 2008  | Mount Lemmon     | Mount Lemmon Survey | —         | MPC                           |
| 295841     | 2008 VT13  | 7 nov 2008  | Andrushivka      | Andrushivka Obs.    | —         | MPC                           |
| 295842     | 2008 VN14  | 7 nov 2008  | Andrushivka      | Andrushivka Obs.    | —         | MPC                           |
| 295843     | 2008 VX29  | 2 nov 2008  | Mount Lemmon     | Mount Lemmon Survey | Maria     | MPC                           |
| 295844     | 2008 VH39  | 2 nov 2008  | Catalina         | CSS                 | —         | MPC                           |
| 295845     | 2008 VO39  | 7 jan 2006  | Mount Lemmon     | Mount Lemmon Survey | —         | MPC                           |
| 295846     | 2008 VY39  | 2 nov 2008  | Kitt Peak        | Spacewatch          | —         | MPC                           |
| 295847     | 2008 VB40  | 3 nov 2008  | Mount Lemmon     | Mount Lemmon Survey | —         | MPC                           |
| 295848     | 2008 VX51  | 6 nov 2008  | Kitt Peak        | Spacewatch          | —         | MPC                           |
| 295849     | 2008 VS54  | 6 nov 2008  | Mount Lemmon     | Mount Lemmon Survey | —         | MPC                           |
| 295850     | 2008 VB56  | 6 nov 2008  | Mount Lemmon     | Mount Lemmon Survey | —         | MPC                           |
| 295851     | 2008 VJ59  | 7 nov 2008  | Catalina         | CSS                 | —         | MPC                           |
| 295852     | 2008 VA62  | 8 nov 2008  | Kitt Peak        | Spacewatch          | —         | MPC                           |
| 295853     | 2008 VG67  | 7 nov 2008  | Mount Lemmon     | Mount Lemmon Survey | —         | MPC                           |
| 295854     | 2008 VX67  | 6 nov 2008  | Mount Lemmon     | Mount Lemmon Survey | —         | MPC                           |
| 295855     | 2008 VA68  | 9 nov 2008  | Kitt Peak        | Spacewatch          | Mitidika  | MPC                           |
| 295856     | 2008 VR69  | 8 nov 2008  | Kitt Peak        | Spacewatch          | —         | MPC                           |
| 295857     | 2008 VM74  | 8 nov 2008  | Kitt Peak        | Spacewatch          | —         | MPC                           |
| 295858     | 2008 VO77  | 3 nov 2008  | Mount Lemmon     | Mount Lemmon Survey | —         | MPC                           |
| 295859     | 2008 VR78  | 7 nov 2008  | Mount Lemmon     | Mount Lemmon Survey | —         | MPC                           |
| 295860     | 2008 VF80  | 8 nov 2008  | Catalina         | CSS                 | Eos       | MPC                           |
| 295861     | 2008 VL80  | 1 nov 2008  | Mount Lemmon     | Mount Lemmon Survey | —         | MPC                           |
| 295862     | 2008 WB1   | 17 nov 2008 | Kitt Peak        | Spacewatch          | —         | MPC                           |
| 295863     | 2008 WA4   | 17 nov 2008 | Kitt Peak        | Spacewatch          | —         | MPC                           |
| 295864     | 2008 WM5   | 17 nov 2008 | Kitt Peak        | Spacewatch          | —         | MPC                           |
| 295865     | 2008 WJ11  | 18 nov 2008 | Catalina         | CSS                 | —         | MPC                           |
| 295866     | 2008 WS11  | 18 nov 2008 | Catalina         | CSS                 | —         | MPC                           |
| 295867     | 2008 WP13  | 19 nov 2008 | Dauban           | F. Kugel            | —         | MPC                           |
| 295868     | 2008 WK16  | 17 nov 2008 | Kitt Peak        | Spacewatch          | —         | MPC                           |
| 295869     | 2008 WN22  | 18 nov 2008 | Kitt Peak        | Spacewatch          | —         | MPC                           |
| 295870     | 2008 WR24  | 18 nov 2008 | Catalina         | CSS                 | —         | MPC                           |
| 295871     | 2008 WJ27  | 19 nov 2008 | Mount Lemmon     | Mount Lemmon Survey | —         | MPC                           |
| 295872     | 2008 WM29  | 19 nov 2008 | Kitt Peak        | Spacewatch          | —         | MPC                           |
| 295873     | 2008 WG32  | 19 nov 2008 | Mount Lemmon     | Mount Lemmon Survey | —         | MPC                           |
| 295874     | 2008 WT32  | 20 nov 2008 | Goodricke-Pigott | R. A. Tucker        | —         | MPC                           |
| 295875     | 2008 WL38  | 17 nov 2008 | Kitt Peak        | Spacewatch          | —         | MPC                           |
| 295876     | 2008 WE40  | 17 nov 2008 | Kitt Peak        | Spacewatch          | —         | MPC                           |
| 295877     | 2008 WF42  | 17 nov 2008 | Kitt Peak        | Spacewatch          | —         | MPC                           |
| 295878     | 2008 WB44  | 17 nov 2008 | Kitt Peak        | Spacewatch          | —         | MPC                           |
| 295879     | 2008 WP47  | 17 nov 2008 | Kitt Peak        | Spacewatch          | Mitidika  | MPC                           |
| 295880     | 2008 WR47  | 17 nov 2008 | Kitt Peak        | Spacewatch          | —         | MPC                           |
| 295881     | 2008 WX49  | 18 nov 2008 | Catalina         | CSS                 | —         | MPC                           |
| 295882     | 2008 WK56  | 20 nov 2008 | Mount Lemmon     | Mount Lemmon Survey | Mitidika  | MPC                           |
| 295883     | 2008 WV59  | 18 nov 2008 | Socorro          | LINEAR              | —         | MPC                           |
| 295884     | 2008 WE62  | 23 nov 2008 | La Sagra         | Mallorca Obs.       | —         | MPC                           |
| 295885     | 2008 WX65  | 17 nov 2008 | Kitt Peak        | Spacewatch          | —         | MPC                           |
| 295886     | 2008 WD67  | 18 nov 2008 | Kitt Peak        | Spacewatch          | Juno      | MPC                           |
| 295887     | 2008 WJ67  | 18 nov 2008 | Kitt Peak        | Spacewatch          | —         | MPC                           |
| 295888     | 2008 WM68  | 18 nov 2008 | Kitt Peak        | Spacewatch          | Mitidika  | MPC                           |
| 295889     | 2008 WO70  | 18 nov 2008 | Kitt Peak        | Spacewatch          | —         | MPC                           |
| 295890     | 2008 WW71  | 19 nov 2008 | Kitt Peak        | Spacewatch          | —         | MPC                           |
| 295891     | 2008 WD74  | 19 nov 2008 | Mount Lemmon     | Mount Lemmon Survey | —         | MPC                           |
| 295892     | 2008 WS74  | 20 nov 2008 | Kitt Peak        | Spacewatch          | Themis    | MPC                           |
| 295893     | 2008 WM75  | 20 nov 2008 | Mount Lemmon     | Mount Lemmon Survey | —         | MPC                           |
| 295894     | 2008 WZ76  | 20 nov 2008 | Kitt Peak        | Spacewatch          | —         | MPC                           |
| 295895     | 2008 WT78  | 20 nov 2008 | Kitt Peak        | Spacewatch          | —         | MPC                           |
| 295896     | 2008 WO81  | 20 nov 2008 | Kitt Peak        | Spacewatch          | —         | MPC                           |
| 295897     | 2008 WH83  | 20 nov 2008 | Kitt Peak        | Spacewatch          | —         | MPC                           |
| 295898     | 2008 WT83  | 20 nov 2008 | Kitt Peak        | Spacewatch          | —         | MPC                           |
| 295899     | 2008 WG85  | 20 nov 2008 | Kitt Peak        | Spacewatch          | —         | MPC                           |
| 295900     | 2008 WY85  | 20 nov 2008 | Kitt Peak        | Spacewatch          | —         | MPC                           |

## 295901–296000
| Designação | Designação | Descoberta  | Descoberta      | Descobridor(es)        | Categoria | Mais informações / Referência |
| Permanente | Provisória | Data        | Local           | Descobridor(es)        | Categoria | Mais informações / Referência |
| ---------- | ---------- | ----------- | --------------- | ---------------------- | --------- | ----------------------------- |
| 295901     | 2008 WT86  | 21 nov 2008 | Kitt Peak       | Spacewatch             | —         | MPC                           |
| 295902     | 2008 WB87  | 21 nov 2008 | Kitt Peak       | Spacewatch             | —         | MPC                           |
| 295903     | 2008 WO90  | 22 nov 2008 | Mount Lemmon    | Mount Lemmon Survey    | Ursula    | MPC                           |
| 295904     | 2008 WP92  | 25 nov 2008 | Dauban          | F. Kugel               | Vesta     | MPC                           |
| 295905     | 2008 WB93  | 26 nov 2008 | La Sagra        | Mallorca Obs.          | —         | MPC                           |
| 295906     | 2008 WB94  | 24 nov 2008 | Sierra Stars    | W. G. Dillon, D. Wells | —         | MPC                           |
| 295907     | 2008 WK94  | 27 nov 2008 | Pla D'Arguines  | R. Ferrando            | —         | MPC                           |
| 295908     | 2008 WN96  | 30 nov 2008 | Plana           | F. Fratev              | —         | MPC                           |
| 295909     | 2008 WE100 | 24 nov 2008 | Mount Lemmon    | Mount Lemmon Survey    | —         | MPC                           |
| 295910     | 2008 WN100 | 24 nov 2008 | Mount Lemmon    | Mount Lemmon Survey    | —         | MPC                           |
| 295911     | 2008 WN102 | 19 nov 2008 | Catalina        | CSS                    | —         | MPC                           |
| 295912     | 2008 WZ105 | 30 nov 2008 | Kitt Peak       | Spacewatch             | —         | MPC                           |
| 295913     | 2008 WM106 | 16 set 2003 | Kitt Peak       | Spacewatch             | —         | MPC                           |
| 295914     | 2008 WD110 | 30 nov 2008 | Kitt Peak       | Spacewatch             | —         | MPC                           |
| 295915     | 2008 WN113 | 30 nov 2008 | Kitt Peak       | Spacewatch             | —         | MPC                           |
| 295916     | 2008 WX126 | 18 nov 2008 | Kitt Peak       | Spacewatch             | Mitidika  | MPC                           |
| 295917     | 2008 WZ126 | 30 nov 2008 | Mount Lemmon    | Mount Lemmon Survey    | —         | MPC                           |
| 295918     | 2008 WQ128 | 19 nov 2008 | Kitt Peak       | Spacewatch             | Ursula    | MPC                           |
| 295919     | 2008 WL130 | 22 nov 2008 | Kitt Peak       | Spacewatch             | —         | MPC                           |
| 295920     | 2008 WQ133 | 18 nov 2008 | Catalina        | CSS                    | —         | MPC                           |
| 295921     | 2008 WH134 | 21 nov 2008 | Mount Lemmon    | Mount Lemmon Survey    | —         | MPC                           |
| 295922     | 2008 WH135 | 18 nov 2008 | Kitt Peak       | Spacewatch             | —         | MPC                           |
| 295923     | 2008 WP135 | 18 nov 2008 | Kitt Peak       | Spacewatch             | —         | MPC                           |
| 295924     | 2008 WL136 | 20 nov 2008 | Kitt Peak       | Spacewatch             | —         | MPC                           |
| 295925     | 2008 WS137 | 23 nov 2008 | Kitt Peak       | Spacewatch             | —         | MPC                           |
| 295926     | 2008 WV137 | 24 nov 2008 | Socorro         | LINEAR                 | —         | MPC                           |
| 295927     | 2008 WZ137 | 30 nov 2008 | Socorro         | LINEAR                 | —         | MPC                           |
| 295928     | 2008 WM138 | 22 set 2003 | Palomar         | NEAT                   | —         | MPC                           |
| 295929     | 2008 XF2   | 1 dez 2008  | Bisei SG Center | BATTeRS                | —         | MPC                           |
| 295930     | 2008 XQ4   | 3 dez 2008  | Socorro         | LINEAR                 | —         | MPC                           |
| 295931     | 2008 XE5   | 7 dez 2008  | Dauban          | F. Kugel               | —         | MPC                           |
| 295932     | 2008 XU5   | 4 dez 2008  | Socorro         | LINEAR                 | —         | MPC                           |
| 295933     | 2008 XB6   | 4 dez 2008  | Socorro         | LINEAR                 | Brangane  | MPC                           |
| 295934     | 2008 XY6   | 7 dez 2008  | Marly           | P. Kocher              | —         | MPC                           |
| 295935     | 2008 XD7   | 15 dez 2008 | Weihai          | Shandong University    | —         | MPC                           |
| 295936     | 2008 XD11  | 1 dez 2008  | Catalina        | CSS                    | —         | MPC                           |
| 295937     | 2008 XT13  | 3 dez 2008  | Mount Lemmon    | Mount Lemmon Survey    | Ursula    | MPC                           |
| 295938     | 2008 XH14  | 1 dez 2008  | Kitt Peak       | Spacewatch             | —         | MPC                           |
| 295939     | 2008 XJ14  | 1 dez 2008  | Kitt Peak       | Spacewatch             | —         | MPC                           |
| 295940     | 2008 XF17  | 17 out 2003 | Apache Point    | SDSS                   | —         | MPC                           |
| 295941     | 2008 XR20  | 1 dez 2008  | Kitt Peak       | Spacewatch             | —         | MPC                           |
| 295942     | 2008 XD25  | 4 dez 2008  | Mount Lemmon    | Mount Lemmon Survey    | Brangane  | MPC                           |
| 295943     | 2008 XN30  | 1 dez 2008  | Kitt Peak       | Spacewatch             | —         | MPC                           |
| 295944     | 2008 XF38  | 2 dez 2008  | Kitt Peak       | Spacewatch             | —         | MPC                           |
| 295945     | 2008 XL45  | 3 dez 2008  | Kitt Peak       | Spacewatch             | —         | MPC                           |
| 295946     | 2008 XM45  | 3 dez 2008  | Kitt Peak       | Spacewatch             | —         | MPC                           |
| 295947     | 2008 XL48  | 4 dez 2008  | Mount Lemmon    | Mount Lemmon Survey    | —         | MPC                           |
| 295948     | 2008 XS48  | 4 dez 2008  | Catalina        | CSS                    | —         | MPC                           |
| 295949     | 2008 XB49  | 5 dez 2008  | Mount Lemmon    | Mount Lemmon Survey    | —         | MPC                           |
| 295950     | 2008 XG50  | 3 dez 2008  | Mount Lemmon    | Mount Lemmon Survey    | —         | MPC                           |
| 295951     | 2008 XM53  | 6 dez 2008  | Socorro         | LINEAR                 | —         | MPC                           |
| 295952     | 2008 XD54  | 1 dez 2008  | Socorro         | LINEAR                 | Mitidika  | MPC                           |
| 295953     | 2008 XG55  | 1 dez 2008  | Mount Lemmon    | Mount Lemmon Survey    | —         | MPC                           |
| 295954     | 2008 XJ55  | 3 dez 2008  | Mount Lemmon    | Mount Lemmon Survey    | Brangane  | MPC                           |
| 295955     | 2008 XL55  | 7 dez 2008  | Mount Lemmon    | Mount Lemmon Survey    | —         | MPC                           |
| 295956     | 2008 YV2   | 22 dez 2008 | Mayhill         | A. Lowe                | —         | MPC                           |
| 295957     | 2008 YB4   | 22 dez 2008 | Calar Alto      | F. Hormuth             | —         | MPC                           |
| 295958     | 2008 YK4   | 22 dez 2008 | Dauban          | F. Kugel               | —         | MPC                           |
| 295959     | 2008 YD10  | 20 dez 2008 | Catalina        | CSS                    | —         | MPC                           |
| 295960     | 2008 YF19  | 21 dez 2008 | Mount Lemmon    | Mount Lemmon Survey    | —         | MPC                           |
| 295961     | 2008 YJ19  | 21 dez 2008 | Mount Lemmon    | Mount Lemmon Survey    | Pallas    | MPC                           |
| 295962     | 2008 YD20  | 21 dez 2008 | Mount Lemmon    | Mount Lemmon Survey    | —         | MPC                           |
| 295963     | 2008 YH20  | 21 dez 2008 | Mount Lemmon    | Mount Lemmon Survey    | —         | MPC                           |
| 295964     | 2008 YX20  | 21 dez 2008 | Mount Lemmon    | Mount Lemmon Survey    | Ursula    | MPC                           |
| 295965     | 2008 YM22  | 21 dez 2008 | Mount Lemmon    | Mount Lemmon Survey    | —         | MPC                           |
| 295966     | 2008 YV23  | 21 dez 2008 | La Sagra        | Mallorca Obs.          | —         | MPC                           |
| 295967     | 2008 YF25  | 21 dez 2008 | Kitt Peak       | Spacewatch             | —         | MPC                           |
| 295968     | 2008 YO25  | 24 dez 2008 | La Sagra        | Mallorca Obs.          | —         | MPC                           |
| 295969     | 2008 YV26  | 28 dez 2008 | Mayhill         | A. Lowe                | —         | MPC                           |
| 295970     | 2008 YR28  | 28 dez 2008 | Piszkéstető     | K. Sárneczky           | —         | MPC                           |
| 295971     | 2008 YV28  | 29 dez 2008 | Piszkéstető     | K. Sárneczky           | —         | MPC                           |
| 295972     | 2008 YJ32  | 29 dez 2008 | Piszkéstető     | K. Sárneczky           | —         | MPC                           |
| 295973     | 2008 YF33  | 24 dez 2008 | Dauban          | F. Kugel               | —         | MPC                           |
| 295974     | 2008 YL35  | 22 dez 2008 | Kitt Peak       | Spacewatch             | —         | MPC                           |
| 295975     | 2008 YO35  | 22 dez 2008 | Kitt Peak       | Spacewatch             | —         | MPC                           |
| 295976     | 2008 YC36  | 29 dez 2008 | Mount Lemmon    | Mount Lemmon Survey    | —         | MPC                           |
| 295977     | 2008 YX38  | 29 dez 2008 | Kitt Peak       | Spacewatch             | —         | MPC                           |
| 295978     | 2008 YR40  | 29 dez 2008 | Mount Lemmon    | Mount Lemmon Survey    | —         | MPC                           |
| 295979     | 2008 YX42  | 29 dez 2008 | Kitt Peak       | Spacewatch             | —         | MPC                           |
| 295980     | 2008 YA43  | 29 dez 2008 | Kitt Peak       | Spacewatch             | —         | MPC                           |
| 295981     | 2008 YV48  | 29 dez 2008 | Mount Lemmon    | Mount Lemmon Survey    | —         | MPC                           |
| 295982     | 2008 YY52  | 29 dez 2008 | Mount Lemmon    | Mount Lemmon Survey    | —         | MPC                           |
| 295983     | 2008 YD58  | 30 dez 2008 | Kitt Peak       | Spacewatch             | —         | MPC                           |
| 295984     | 2008 YB59  | 30 dez 2008 | Kitt Peak       | Spacewatch             | —         | MPC                           |
| 295985     | 2008 YS60  | 21 nov 2000 | Socorro         | LINEAR                 | —         | MPC                           |
| 295986     | 2008 YJ62  | 30 dez 2008 | Mount Lemmon    | Mount Lemmon Survey    | —         | MPC                           |
| 295987     | 2008 YA66  | 29 dez 2008 | Taunus          | E. Schwab, R. Kling    | —         | MPC                           |
| 295988     | 2008 YC68  | 30 dez 2008 | Mount Lemmon    | Mount Lemmon Survey    | —         | MPC                           |
| 295989     | 2008 YG68  | 30 dez 2008 | Mount Lemmon    | Mount Lemmon Survey    | —         | MPC                           |
| 295990     | 2008 YO73  | 30 dez 2008 | Kitt Peak       | Spacewatch             | —         | MPC                           |
| 295991     | 2008 YF79  | 30 dez 2008 | Mount Lemmon    | Mount Lemmon Survey    | —         | MPC                           |
| 295992     | 2008 YR87  | 29 dez 2008 | Kitt Peak       | Spacewatch             | —         | MPC                           |
| 295993     | 2008 YY89  | 29 dez 2008 | Kitt Peak       | Spacewatch             | —         | MPC                           |
| 295994     | 2008 YA92  | 29 dez 2008 | Kitt Peak       | Spacewatch             | —         | MPC                           |
| 295995     | 2008 YV93  | 29 dez 2008 | Kitt Peak       | Spacewatch             | —         | MPC                           |
| 295996     | 2008 YQ94  | 29 dez 2008 | Kitt Peak       | Spacewatch             | —         | MPC                           |
| 295997     | 2008 YR94  | 29 dez 2008 | Kitt Peak       | Spacewatch             | Brangane  | MPC                           |
| 295998     | 2008 YM95  | 29 dez 2008 | Kitt Peak       | Spacewatch             | —         | MPC                           |
| 295999     | 2008 YY95  | 29 dez 2008 | Kitt Peak       | Spacewatch             | —         | MPC                           |
| 296000     | 2008 YF96  | 29 dez 2008 | Mount Lemmon    | Mount Lemmon Survey    | —         | MPC                           |